# تاریخ گیلان
گیلان یا( دیلمستان سابق) منطقه‌ای تاریخی در حدود دلتای رود سفیدرود است که میهن شش طایفه باستانی بوده. به ساکنان ایرانی کنونی که به زبان گیلکی تکلم می‌کنند گیلک گفته می‌شود. سرزمین گیلان از نظر داشتن کتاب‌های تاریخی در وضعیت خوبی است و وقایع این خطه از سال ۸۸۰ قمری تاکنون به صورت نسبتاً مشروح و منظمی ثبت شده‌است. ساکنین این سرزمین خصوصاً دیلمیان  تأثیرگذاری زیادی بر تاریخ همسایگانشان و حتی بر خلافت داشتند.
یافته‌های باستانشناسی در گیلان نشان دهنده وجود تمدن‌هایی سه هزار ساله چون مارلیک و املش است که آثار باستانی خبر از خبرگی سازندگان و ثروتمندی مردمان این سرزمین می‌دهد. تا قرن هفتم پس از میلاد گیلان در دورانی که امپراطوری‌های پی در پی هخامنشی، سلوکی، پارتی و ساسانی که بر ایران حکم می‌راندند، گیلان بیشتر اوقات مستقل یا نیمه مستقل بود.
در هجوم عرب‌ها دیلمیان مقاومت شدیدی در برابر اشغالگران عرب نشان دادند و گیلان به اشغال آنان در نیامد. دیلمیان پذیرش اسلام را با مذهب تشیع آغاز کردند و از فرق شیعه، مذهب زیدیه، اولین و پرطرفدارترین آنان در گیلان بود. و سپس گیلانیان مذهب شیعه دوازده‌امامی انتخاب کردند.
گیلان به دو بخش دو سوی سفیدرود به نام‌های بیه پیش و بیه پس تقسیم شده‌است. مناطق عمده حاکمان خودشان را داشتند که اغلب در حال جنگ با همدیگر بودند اما با هم همکاری می‌کردند تا از نزدیکی به قدرت‌های خارجی دوری کنند. کوه‌های بلند با گذرگاه‌های باریک پرپیچ و خم، جنگل‌های غیرقابل تسخیر، باران‌های فراوان، و اقلیم نامناسب آن، فاتحان قدرتمند را به اعمال خراج قانع می‌کرد و از فکر حمله بازمی‌داشت؛ بنابراین گیلان تا زمانی که می‌توانست حکومتی خودمختار بماند، منطقه‌ای مطلوب پناهندگان سیاسی بود. در قرون ۱۵ و ۱۶ میلادی، دو سلسله کیایی و اسحاقوندی بر دو بخش گیلان حکومت می‌کردند که با حمله صفویان برچیده شدند.
در قرن هیجدهم گیلان به مدت دوازده سال توسط روسیه اشغال شد. در قرن نوزدهم افزایش تجارت خارجی و توسعه سریع حمل و نقل در خزر و سیل مسافر و بار در راه ترانزیتی تهران-انزلی گیلان را به مدار اقتصاد نوظهور جهانی و قدرت مرکزی آورد و گیلان با تبدیل شدن به مرکز تماس سیاسی اقتصادی و اجتماعی با غرب در واپسین دهه‌های قرن نوزده، تبدیل به میدانی برای شماری از جنبش‌های شورشی مهم رادیکال در دوره ۱۹۰۵ تا ۱۹۲۱ تبدیل شد. گیلانیان نقشی اساسی در پیروزی انقلاب مشروطیت و اعاده مشروطیت پس از استبداد صغیر داشتند و با فتح تهران، محمد علی شاه را برکنار کردند. نهضت جنگل گیلان منجر به تأسیس جمهوری شورایی گیلان، به رهبری میرزا کوچک خان جنگلی شد که اولین و تنها حکومت سوسیالیستی در ایران بوده‌است.
امروزه گیلان که یکی از استانهای ایران است، بیش از ۲ میلیون و ۴۰۰ هزار نفر جمعیت دارد.

## نام
دربارهٔ نام گیلان و معانی واژه گیل نظرات مختلفی ابراز شده‌است. لغت‌نامه دهخدا گیلان را مأخوذ از واژه «گیل» به اضافه پسوند «ان» دانسته و افزوده‌است در پهلوی گلان به معنی مملکت گل‌ها و نزد یونانی‌ها گلای.
زبانشناسانی چون آندرآس گیلان را تحول یافته ورنای اوستایی دانسته‌اند. دیگرانی چون امیل بنونیست این نظر را رد کرده‌اند. شرق شناسان در خصوص تعیین محل ورنا و تطبیق آن با گیلان هم اختلاف دارند.
هرچند ژمیز دارمستر حدود صدسال پیش منطقه ورنا در اوستا را کرانه کاسپین ایران می‌دانست اما اوستاشناسان نوین مانند والتر هنینگ آن را در منطقه بورنو شمال پیشاور (واقع در پاکستان امروزی) می‌دانند
در زمان باستان به این مناطق کوهستانی دیلمستان گفته می‌شد و این واژه به تمام گیلان کنونی یا حتی کل کرانه جنوبی دریای خزر گفته می‌شد. در سده‌های بعد از اسلام تا سده‌های هفتم، هشتم و نهم هجری، با افول قدرت دیلمیان،  نام گیلان وطوالش جایگزین شد و به تمام پهنه دیلمستان  گفته می‌شد.
به نوشته خودزکو:
نام این ایالت، که ساکنانش گاهی آن را گیل، زمانی گیلان و گاهی گیلانات می‌نامند، در واقع معرّف سرزمینی باتلاقی است. در لهجهٔ محلی مردم این سرزمین، گیل به معنای گِل به کار برده می‌شود. گیلان و گیلانات هر دو صورت جمع این اسم هستند.
از سده هفتم به بعد با حمله مغول و قرار گرفتن مراکز قدرت در جلگه کاسته شدن از اقتدار حکام دیلمی نام گیلان به جای دیلم استفاده شد و در متون تاریخی جایگزین آن شد.

## مردم‌شناسی تاریخی
بنا بر نوشته ابن اثیر به دلیل گرمای هوا در قرون وسطی مردم گیلان فقط شلوارهای کوتاه می‌پوشیدند یا تقریباً لخت بودند. جنگل‌های انبوه مواد لازم برای ساخت خانه‌های چوبی دارای ایوان‌ها که خاص گیلان است را فراهم می‌کرد. در قرون وسطی کشاورزی که فعالیتی پرسود بود عمدتاً بر عهده زنان نهاده شده بودو عمدتاً مشتمل بر برنجکاری و نوغانکاری بود که توسط جنواییها مرسوم شده بود. در قرن چهاردهم محصولات آن از طریق تانا در سواحل شمالی دریای سیاه به ناحیه مدیترانه صادر می‌شد. در آن دوران ماهیگیری هم نقش مهمی در تأمین غذای سکنان داشت؛ به نظر می‌رسد بیشتر سفرها در دریا به جای گیلان همچون در دوره مدرن، از آبسکون انجام می‌شد.

## جغرافیای تاریخی

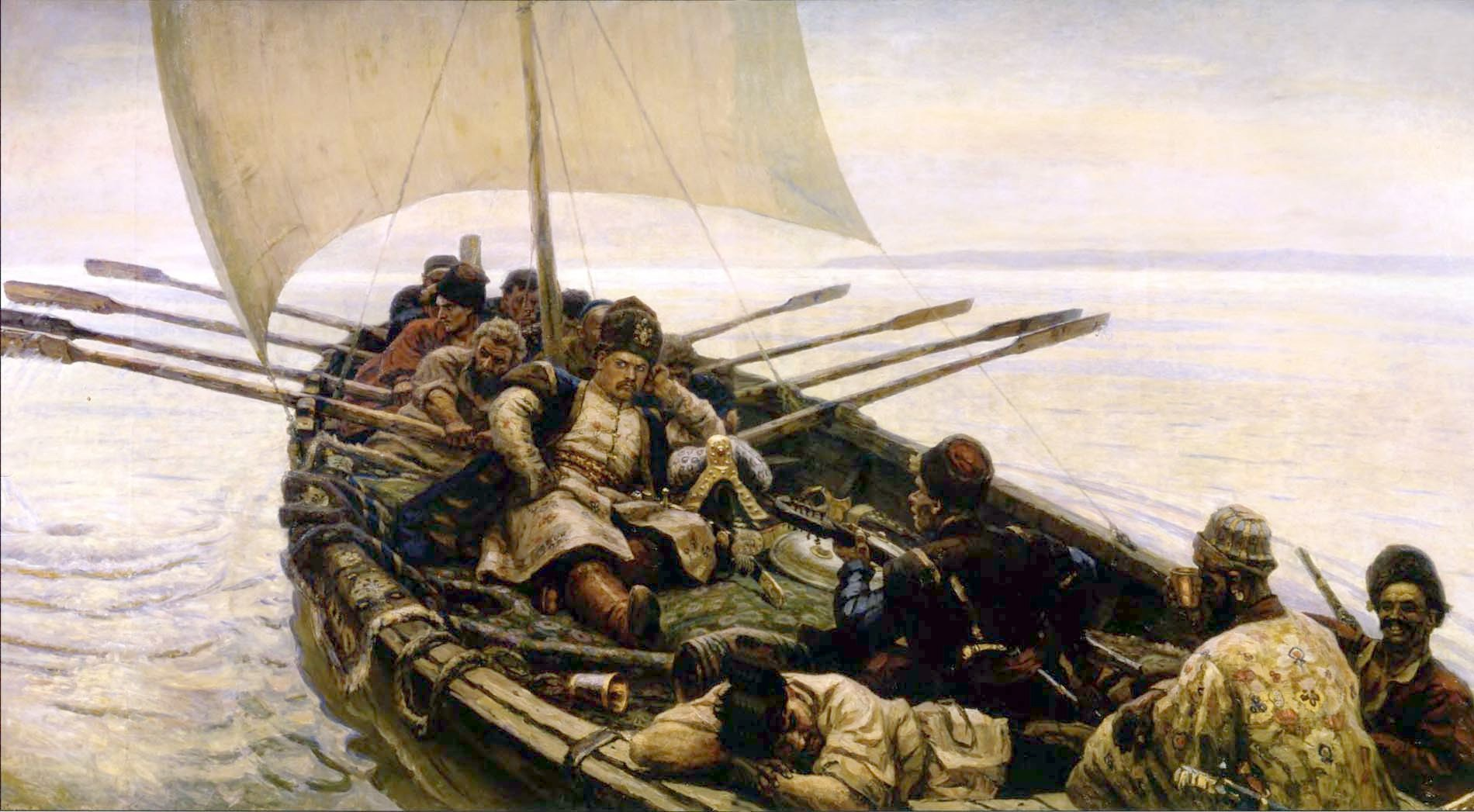
استنکا رازین شورشی و دزد دریایی قزاق قرن هفدهم، در حین یورش در دریای خزر، واسیلی سوریکوف، ۱۹۰۶ - موزه روسیه

در اوایل دوران اسلامی، قلمرو گیلان به شرق سفیدرود (بیه پیش) در زمین‌های پست ساحلی تا هوسم (رودسر امروزی) امتداد داشت. از غرب رودخانه سفیدرود (بیه پس) مناطق پست شمال طارم را اشغال کرده و از غرب و شمال غرب با طالش هم‌مرز بودند.
گیلان در قرون وسطی، ابتدائاً در جنوب شرقی تا چالوس امتداد می‌یافت؛ بعدها در سوی شرقیش به موازات پلو رود قرار می‌گرفت و چابکسر را شامل می‌شد. بخش غربی مازندران امروزی به عنوان بخشی از گیلان محسوب می‌شد. گیلان در شمال شرق هم‌مرز منطقه تالش بود که گاهی بخشی از گیلان به‌شمار می‌رفت. پس از معاهده گلستان و انضمام تالش به روسیه در ۱۸۱۳، این مرز با رود آستارا جایگزین شد. مرکز گیلان در قرون وسطی ابتدا دولاب (به گفته مقدسی، گسکر) و سپس فومن و لاهیجان بود. نهایتاً پس از پیوستن گیلان به امپراطوری صفوی، رشت به مرکزیت رسید که در زمان نادر و نیز تاکنون مرکز مانده‌است.
سفیدرود گیلان را به دو بخش بیه پس و بیه پیش تقسیم می‌کند. نویسنده حدودالعالم از مردم دو بیه پیش و بیه پس با عنوان این سوی رودیان و آن سوی رودیان نام می‌برد و روی شخصیت ستیزه‌جوی مردانش تأکید می‌کند، که در نبردهای بین روستاها که تا زمانی که سن بالا، آنان را به متعصبانی مذهبی تبدیل کند، تنها پیشه آنهاست، ظاهر می‌شود. منابع جدیدتر عمدتاً به لغت‌های محلی بیه پیش و بیه پس اشاره می‌کنند. (واژه گیلکی بیه به معنای آب، بازمانده‌ای از لغت قدیمی ایرانی آو است)
در یک تقسیم‌بندی دیگر، گیلان به دو بخش جلگه‌ای و کوهستانی تقسیم می‌شود. در بخش جلگه، گلای، گیل‌ها، و در بخش کوهستانی دیلمی‌ها، الدیلم المحض، می‌زیستند.
رشته کوه شمال فلات ایران، گیلان را نیز در سرتاسر تاریخش چون همهٔ نواحی جنوب ساحل دریای خزر از اشغالگران درون مرزی و نیز اعراب، مغولان، ترکان و اسکندر مقدونی، محافظت کرده‌است. ولی در ۳۰۱ هجری/۹۱۳–۴ میلادی وایکینگها (روس') موفق شدند از راه دریای خزر حمله موفقی را صورت دهند و قزاقها در ۱۶۳۸ به رهبری استنکا رازین و نیز در ۱۶۶۷ تا رشت رسیدند و آن را غارت کردند.

## دوره باستانی

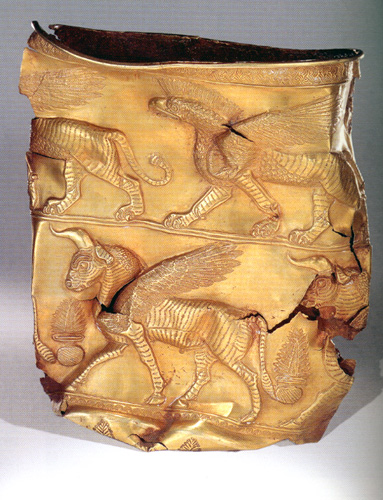
جام طلایی یافت شده در مارلیک. نگهداری شده در موزه ملی ایران

با آغاز سده بیستم میلادی، اماکنی باستانی در گیلان، مورد توجه ویژه باستان شناسان قرار گرفت. در حفاری‌های تپه مارلیک (که قدمتی ۳۰۰۰ ساله دارد) ظروف سفالین، مجسمه‌های کوچک از طلا، نقره و برنز و اسلحه‌های برنزی کشف شد. کاوش‌های گروه عزت نگهبان در سال‌های ۱۹۶۱–۱۹۶۲ هم به کشف آرامگاه پادشاهی از همان دوران و گورستان مردمان عادی در پایین آن و نیز کلکسیون قابل توجهی از جواهرات از این آرامگاه‌ها شد. طرز ساخت این اشیاء و وفور طلا و نقره در این آثار باستانی خبر از خبرگی سازندگان و ثروتمندی مردمان این سرزمین می‌دهد.

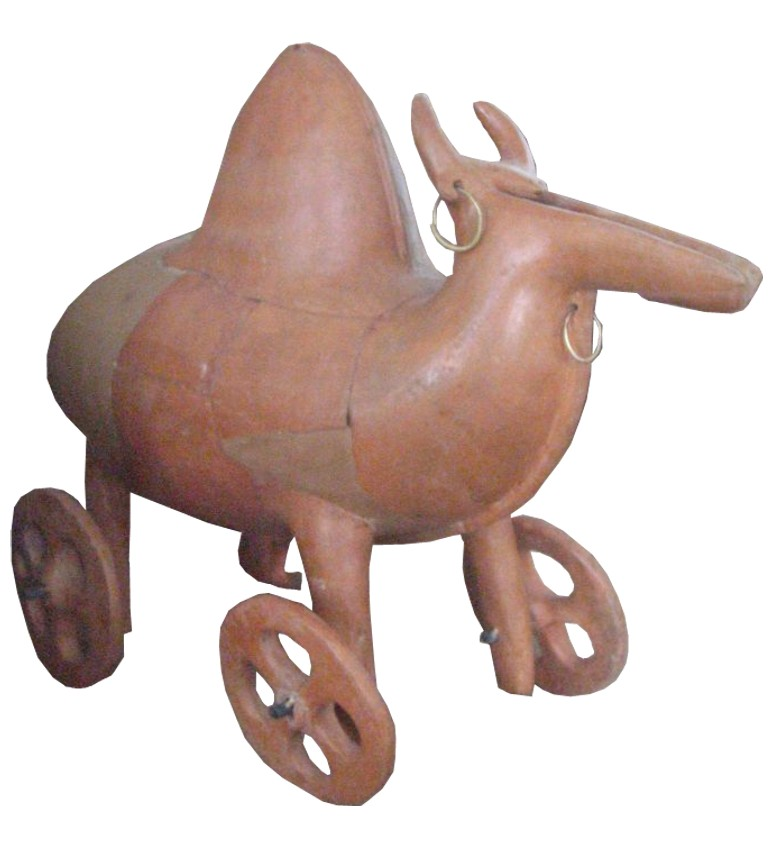
تکوک یافت شده در عمارلو، مربوط به قرن اول قبل از میلاد. نگهداری شده در موزه ملی ایران

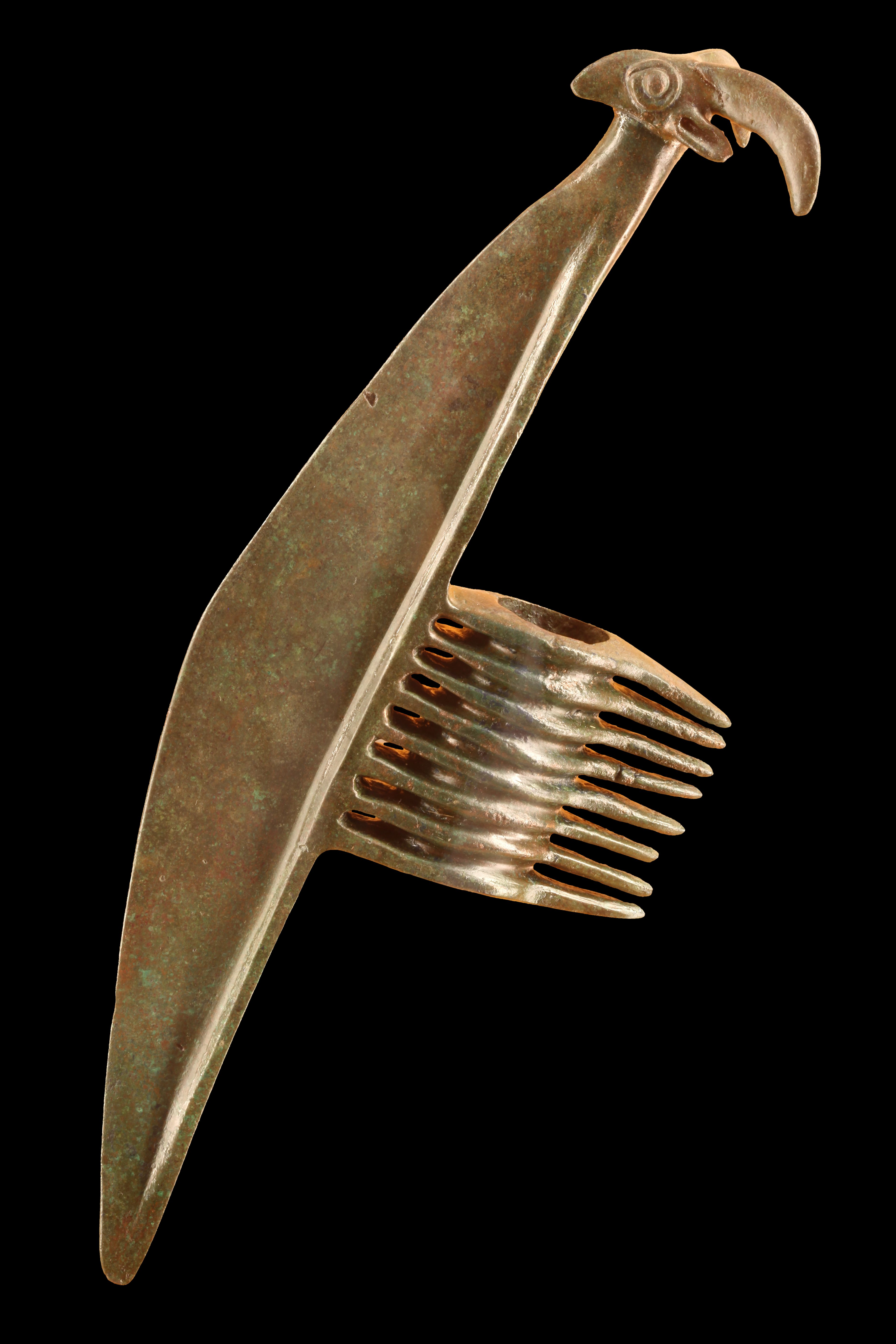
ناچخ با سر قوچ، اواخر هزاره دوم و اوایل هزاره اول قبل از میلاد، املش، ایران، موزه هنرهای زیبای لیون

اقوامی همچون کاسپیها و کادوسی‌ها و آماردها پیش از میلاد در کرانه دریای کاسپین ساکن بوده‌اند. دانشمندانی چون ریچارد فرای، آملی کوهت و رودیگر اشمیت آنان را آریایی و دانشمندانی چون ویلفرد مادلونگ آنها را غیرآریایی دانسته‌اند.

اقوام گوناگون ساکن جنوب دریای خزر در دوران باستان

### دوره مادها
بنا به یک روایت ماد بزرگ از سمت مشرق تا سیحون و جیحون امتداد می‌یافته و در مورد گیلان و مازندران (کادوسیان و ماردها) مانع رسیدن مادها به بحر خزر شدند و بعضی مانند کتزیاس معتقدند که گیلان و مازندران در اواخر عهد ماد از آن جدا شدند. آنچه در اینجا مورد توجه‌است قلمرو ماد نیست بلکه کانون حکومتی اولیه آن است یعنی آذربایجان و بخشی از کردستان و اینکه این کانون در شمال کانون حکومتی عیلام بوده‌است. در وحدت جغرافیائی کردستان و گیلان و مازندران شک نیست. الحاق و پیوستگی آن‌ها فقط گسترش بنیه اقتصادی و سیاسی آن‌ها را می‌رساند با حفظ استقلال داخلی هر واحد.
کادوسیان قبیله‌ای ایرانی بودند که بنا بر استفان بیزانتی بین دریاهای خزر و سیاه و بنا بر استرابو در کرانه جنوب غرب دریای خزر و جنوب ارس بین آلبانی در شمال و ماردی در شرق یعنی در بخش کوهستانی مادیه پیرامون پاراچوآتراس می‌زیستند. گفته شده نی‌نوس شاه آشوری آنان را شکست داد. در دوره مادها آنان آشکارا قادر به حفظ استقلالشان بوده‌اند و حتی گفته شده در دوره آرتئس وقتی یک پارسی به نام پارسد که از مادها گریخته بود (برادر زن رهبرشان)، مجبور شان کرد با مادها بجنگند. شاه مادها را شکست داده‌اند؛ بنابراین کادوسیان هرگز تابع شاهان ماد نبوده‌اند و فقط این کوروش بود که گفته شده داوطلبانه فرمانبردارش شدند. بنابر گفته گزنفون، او هنگام مرگ پسرش را ساتراپ مادها ارمنیان و کادوسیان کرد.
تا قرن هفتم میلادی، گیلان در منطقه نفوذ هخامنشیان، سلوکیان، اشکانیان و ساسانیان قرار داشت که بر ایران تا قرن هفتم میلادی حکمفرمایی می‌کردند. فتح ایران بدست اعراب باعث ظهور تعداد زیادی سلسله‌های محلی در گیلان شد.

### دوره هخامنشی
گفته می‌شود که کادوسی‌ها توسط شاه افسانه‌ای آشوری، نینوس مطیع گشتند. آشکار است که آن‌ها قادر بودند که استقلالشان را در دوران حکومت مادها، نگه دارند؛ و حتی گفته می‌شود که آنها، مادها را تحت پادشاهی آرتائوس را شکست دهند؛ زمانی که پاسونداس نامی، که یک پارسی و برادرزن آرتائوس بود، او را مجبور ساخت تا با آن‌ها وارد جنگ شود، گرچه خود قبل از جنگ گریخت. کادوسی‌ها هرگز مطیع مادها نشدند، و تنها در زمان کوروش بزرگ بود که گفته شد که آن‌ها داوطلبانه، تابعیت او را پذیرفتند. بنابر گزارش گزنفون، کوروش هنگام مرگ، پسرش بردیا (تناخارس) را ساتراپ ماد، ارمنستان و کادوسی کرد.
اردشیر دوم کارزاری بی‌فایده را علیه مردم جنگجوی جنوب این دریا از جمله کادوسیان ترتیب داد، کارزاری که از پدرش به ارث برده بود و به پسرش سپرد تا یک قرن بعد آن را تکمیل نماید. مردمان جنوب دریا که فاصله زیادی از پایتخت دولت پارسی داشتند، احتمالاً تحت سلطه مستقیم و مؤثر حکومت مرکزی نبوده‌اند و این که راه مستقیمی در جنوب این دریا وجود نداشته، حائز اهمیت است. این عدم دسترسی، اسکندر مقدونی را در دستیابی به مقاصد خود برای گشودن راهش به سوی شرق آن، دچار مشکل نمود. در آنجا حفاظت در برابر عشایر استپها، مهم‌تر از کنترل پارسیان بود.
اقرار علی اف، کادوسیان را در زمرهٔ ساتراپ یازدهم می‌داند که بیست هزار سرباز سبک اسلحه و چهار هزار سواره نظام داشتند. به نوشتهٔ استرابون آن‌ها در پرتاب نیزه مهارت خاصی داشتند.
به نظر می‌رسد کادوسیان با دولت مرکزی هخامنشی پیوسته مشکل داشته‌اند: می‌دانیم در ۴۰۵ قبل میلاد در اواخر حکومت داریوش دوم قیامی بوده که تا قیام کوروش ادامه داشته و نیز موارد دیگر رخ داده‌است. به‌طور خاص در خصوص اردوکشی اردشیر دوم علیه کادوسیان در جریان قیامهای عظیم ۳۸۰ شواهد موجود است. این اردوکشی شکستی مفتضحانه بود و تنها مذاکرات دیپلماتیک توسط ساتراپ تیریبازوس عقب‌نشینی را ممکن کرد و خود شاه پیاده راه پیمود. گفته شده داریوش سوم در پی شکست دادن کادوسیان در نبردی تن به تن در جریان اردوکشی علیه آن قبیله در اولین سال‌های حکومت اردشیر سوم ساتراپ ارمنستان شده‌است. کادوسیان به همراه مادها و دیگر شمالیان در سپاه داریوش سوم می‌جنگیدند و به سوی مقدونیان در آربلا / گوگمل پیش می‌رفتند گرچه ترکیب دقیق آن ارتش در منابع متغیر ذکر شده‌است.
کادوسیان در زمرهٔ سپاه داریوش سوم در مقابله با اسکندر کبیر ذکر شده‌اند. اسکندر موفق به تسخیر گیلان نشد. وقتی اسکندر هیرکانیا را اشغال کرد، با ماردها و کادوسیان که در منطقهٔ غربی تر از آن در کنار ساحل دریا زندگی می‌کردند، همسایه شد ولی تصمیم گرفت قلمروی آنان را اشغال نکند. پارمنیون، ژنرال اسکندر تلاش کرد کادوسیان را مطیع سازد ولی آنان بار دیگر توانستند استقلال خود را حفظ کنند.

### دوره ساسانی
نوشته‌های دوران آغازین ساسانی و منابع عربی در قرون وسطی از تلاش اولین افراد خاندان ساسانی، اردشیر اول و شاپور اول برای تسخیر تمام ایران حکایت می‌کنند. تا زمان شاپور اول تمامی حاکمان محلی برکنار شده بودند و فرزندان شاپور جایگزین آن‌ها شده بودند. از جمله بهرام که بر گیلان حکم می‌راند. حدود فتوحات اردشیر را نمی‌توان با دقت تعیین کرد. اکثر مناطق پارتی، شامل حکومت‌های تابع از ساسانیان اطاعت کردند. بنا به گفته طبری، پادشاهان کوشان و توران در شرق به اردشیر گرویدند، اما در غرب، و جزایر خلیج فارس و بحرین، لشکرکشی انجام شد و این مناطق فتح شدند. اینکه گیلان و مناطق ساحلی خزر به اردشیر پیوسته باشند غیر محتمل است چونکه عنوان گیلانشاه برای اولین بار در دوران شاپور اول ظاهر شد. مناطق حاشیه خزر مادیه یک منطقه جغرافیایی و قومیتی متمایز ایران را شکل می‌دادند و به استقلال سیاسی گرایش داشتند. نامه تنسر نشان می‌دهد شاه گشناسب، در ابتدای دوره ساسانی شاه گیلان، دیلم و رویان، طبرستان و دماوند بوده‌است. منطقه، یک پادشاهی تابع و بعدها استان کوه‌های پتشخوارگر (فرشواذگر) را شکل می‌داد. شهر اصلیش، رشت (سایرو پولیس)، باید بر سر راه‌های پارتی به ارس و آتورپاتکان بوده باشد. مسیحیت از طریق این راه می‌توانسته از قرن دوم به بعد به گیلها رسیده باشد گرچه تازه از قرن ششم به بعد اسقف نشین شده‌است. جاده ماه در جنوب از طریق شادشاپور (قزوین)، قابل دسترسی بود.
به نظر می‌رسد که گیلها (گیله مردان)، حدود قرن اول یا دوم قبل از میلاد، وارد ساحل جنوبی دریای خزر و غرب رود آماردوس (بعدها سفیدرود) شدند. در هجوم عرب‌ها، گیلان به اشغال آنان در نیامد. پلینی آن‌ها را با کادوسیها که از قبل آنجا می‌زیستند یکی می‌کند. محتملتر است که آن‌ها مردم دیگری بوده‌اند، احتمالاً از منطقه داغستان آمده‌اند و جایگزین کادوسیان شده‌اند. متعاقباً از رود آماردوس هم گذشتند و به همراه دیلمیان جایگزین آماردی‌ها شدند. از آن‌ها هم مانند دیلمیان به عنوان مزدوران شاهان ساسانی نام برده شده ولی به نظر نمی‌رسد تحت فرمان مؤثر آنان درآمده باشند.
از آنجا که از دوره هخامنشیان و ساسانیان، گیلان با خاندانها و فرمانروایان محلیش تقریباً همیشه مستقل بود، دین زرتشتی و کلنی‌های نسطوری توانست برای مدت طولانی در آن دوام آورد. در ۵۳۳ از گیلان همراه با آمل به عنوان پایگاه کشیشی نسطوری نام برده شده‌است.
تا قرن هفتم میلادی، گیلان در منطقه نفوذ هخامنشیان، سلوکیان، اشکانیان و ساسانیان قرار داشت که بر ایران تا قرن هفتم میلادی حکمفرمایی می‌کردند. فتح ایران بدست اعراب باعث ظهور تعداد زیادی سلسله‌های محلی در گیلان شد. خاندان دابویگان هم پیش از رفتن به مازندران از گیلان نشات گرفته‌اند.

## اوایل دوره اسلامی

گیلان و دیگر مناطق جنوب دریای خزر در اوایل دوره اسلامی.

در اوایل دوره اسلامی مناطق گیلها به شرق سفیدرود (بیه پیش) در سرزمین‌های کم ارتفاع ساحل خزر تا کوشم (هوسم؛ رودسر امروزی) کشیده شد. در غرب رود (بیه پس) آن‌ها مناطق کم ارتفاع شمال طارم را اشغال کردند و از غرب و شمال غرب با طالش هم‌مرز بودند. گیلها به ندرت و اغلب در ارتباط با دیلمیان در منابع اولیه اسلامی ذکر شده‌اند. شجره نامه افسانه‌ای نسب نیای آنان را به گیل برادر دیلم نیای دیلمیان می‌رساند. همانند دیلمیان، آن‌ها به یک گویش شمال غربی ایرانی که برای فارسی زبانان نامفهوم بود تکلم می‌کردند.
گیلان توسط اعراب اشغال نشد. هر چند که منابع خلفای عباسی خبر از پرداختن مالیات از سوی گیلانی‌ها می‌دهد به نظر می‌رسد که ایشان مردمان باختر سفید رود بوده‌اند. شرق گیلان به‌طور مؤثری توسط دیلمیان که کوه‌ها را اشغال کرده بودند از رسوخ مسلمانان محافظت می‌شد. آنان مقاومت شدیدی در برابر اشغالگران عرب نشان دادند. بنا بر نظر چندین مورخ ایران، این مقاومت نشان دهنده بخشی از یک حماسه ملی بود. از جمله احمد کسروی نوشته‌است: «مسلمانان کوه‌های پیرینه را درنوردیده تا کنار رود لوار در خاک فرانسه بتاخت و تاز می‌پرداختند و سرتاسر اروپا از سهم و رعب ایشان می‌لرزید. با اینحال چگونه بود که در گوشه‌ای ایران یک‌مشت مردم کوهستانی را زبون و رام ساختن نمی‌توانستند؟!»
پیروز فرزند نرسی در گیلان با دختر یکی از شاهزادگان گیلانی ازدواج کرد. در نتیجه این پیوند فرزندی به نام گیلانشاه متولد شد که خود فرزندی به نام گیل گیلانشاه داشت. او به نوشته ابن اسفندیار شاه بزرگی شد و بیشتر گیل و دیلم از سال ۶۴۲ میلادی خراجگزار او بودند. او رهسپار طبرستان شد. بنا بر ابن اسفندیار مردم گیلان به دلیل شجاعتی که در آرام کردن طبرستان آشفته از خود نشان داده بود به او کنیه «گاوباره» یا فدایی گاو را دادند. او در مسیرش با چهره‌ای به نام آذر ولاش مواجه شد. این شخص به احتمال زیاد از دودمان اسپهبد دازمهر پارتی، از آل قارن بوده‌است. یزدگرد سوم که زمانی او را به ریاست طبرستان منصوب کرده بود، بعدها به همین دلیل دعوت او را برای پناه به طبرستان نپذیرفت. وقتی جیل جیلانشاه تهدید به حمله به طبرستان کرد، آذر ولاش به یزدگرد نامه نوشت و تقاضای کمک کرد. موبدان یزدگرد از این که این چهره جدید از نوادگان جاماسپ است او را آگاه کردند. نتیجتاً یزدگرد به آذرولاش دستور داد سلطه گیل گیلانشاه بر او و منطقه‌اش را بپذیرد. گیل گیلانشاه در آغاز فتوحات عرب، در سال ۶۵۲ میلادی منطقه را تسخیر کرد و عنوان جدید گیل گیلانشاه فرشواذگر شاه را اختیار کرد. او بنا بر ابن اسفندیار از گیلان تا گرگان دست به سازندگی زد ولی، زمانی که بقیه ایران درگیر صدمات ناشی از حمله عرب بود پایتختش را در گیلان نگه داشت. گیل گیلانشاه با اعراب پیمان صلح بست و اعراب متعهد شدند در صورتی که مرزها را پاس دارد، حق اشغال مناطق حکومت او را نداشته باشند و بی اجازه حتی به آن‌ها نزدیک هم نشوند.
بعد از او فرزند ارشدش، دابویه جانشین پدرش که پانزده سال حکومت کرده بود، شد و فرزند کهتر به‌نام پادوسبان بر رویان حکومت یافت. فرزندان دابویه پادشاهان سلسلهٔ دابویگان یا (گاوبارگان) هستند. دابویه پایتختش را در گیلان نگه داشت. به نظر نمی‌رسد حکومت او فراتر از ان بوده باشد. تا پایان قرن هفتم، آل جاماسپ بر بیشتر طبرستان مسلط شدند و حکومتی واحد بر طبرستان و گیلان شکل دادند که تا خلافت عباسی باقی‌ماند.

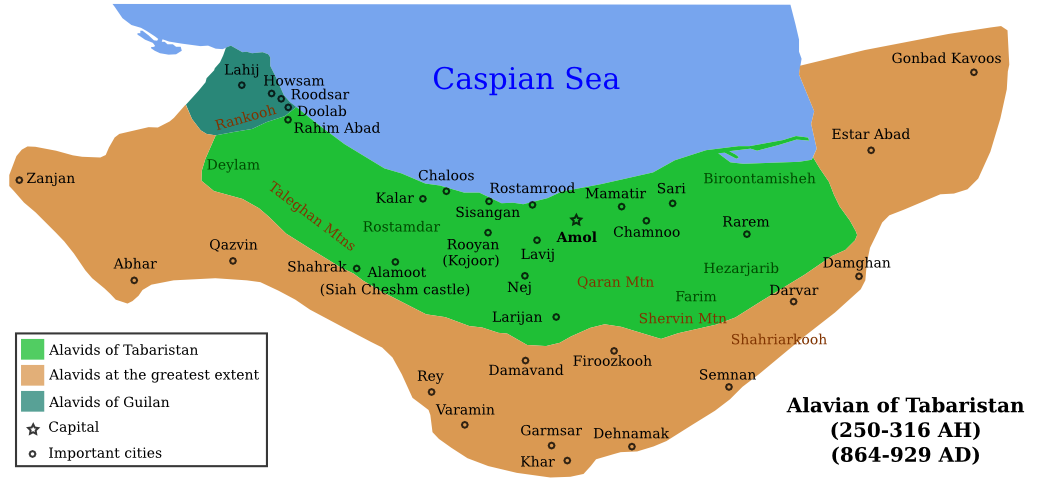
حکومتهای علوی گیلان و مازندران

تغییر دین به اسلام پس از ۳۰۰ تا ۴۰۰ سال از ورود آن به ایران آغاز شد. در غرب گیلان، ابوجعفر قاسم بن محمد تومی تمیمی عالم حنبلی از آمل، اسلام سنی را ترویج کرد. بعداً به او ابوجعفر گفته و مقبره‌اش در رشت مورد احترام قرار گرفت. پس از گرویدن گیلان به شیعه اثنی عشری، او سید دانسته شد. در شرق گیلان، حسن بن علی اطروش ناصرالحق علوی که در هوسم موعظه می‌کرد مردم را به شیعه زیدی فراخواند. مقبره او در آمل توسط زوار گیل شرقی زیارت می‌شد. تفرقه بین غرب حنبلی گیلان و شرق زیدی ناصری گیلان قرن‌ها ادامه یافت و همچون شکافی سیاسی و فرهنگی عمل کرد. از قرن یازدهم میلادی علمای سنی و حنبلی زیادی از غرب گیلان با نسب گیلانی برخاستند. گیل‌های شرقی به دیلمیان زیدی مرتبط شدند و در بسط دیلمی قرن دهم (به بیان مینورسکی) مشارکت کردند.
گیلها همچون دیلمیان یک سلسله شاهی در نظر می‌گرفتند که معمولاً متعلق به خاندان سلطنتی به نام شاهانشاهاوند بود و ساکن منطقه داخل در شمال غرب لاهیجان بود. از جمله شاهانشان لیلی بن شاهدوست بود که در یک نبرد برای فتح توس کشته شد. خاندان سلطنتی دیگر گیلی زیاریان بودند که از ۹۳۲ تا ربع آخر قرن یازدهم بر گرگان و طبرستان حکومت می‌کردند.
همچنین دودمان بوییان در سده چهارم از لاهیجان برخاستند که نواحی مرکزی و غربی ایران و فارس را از تصرف خلفا آزاد کردند. آنان در دوران فرمانروایی خود به بغداد لشکر کشیدند و خلیفه عباسی را شکست دادند.

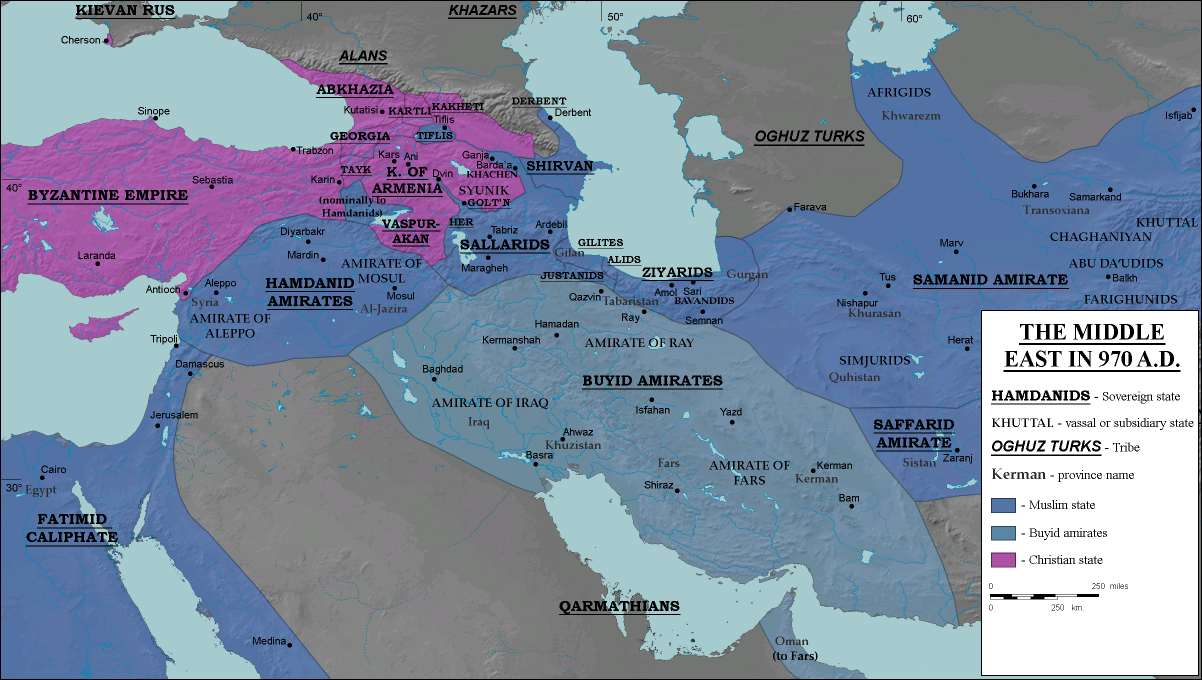
گیلان در نقشه‌ای مربوط به ۹۷۰ میلادی

گیلان و دیلمان حتی پس از آوردن اسلام و بسط دیلمی، از نظر سیاسی شبه مستقل و جدا ماندند. زیاریان، بوییان و بعدها سلجوقیان تلاش کردند از خارج تأثیرگذار باشند و در پاره‌ای از زمان‌ها می‌توانستند خراج مطالبه کنند، ولی نتوانستند حکمرانی یا مالیات منظم تحمیل کنند؛ و گیلان به‌طور اسمی زیر فرمان آنان بود. نتیجتاً گیلان، حداقل در زمان‌هایی خراج پرداخت می‌کرد. در پیوند با این تحول اسلام سنی مطلوبیت یافت و گاهی خاندانهایی که در این سرزمین تا آخر قرن شانزدهم شریک بودند بدان کمک کردند. زرتشتی گری و مسیحیت هم ناپدید شدند. زیدیان شرق گیلان از حکمرانان علوی مستقر در هوسم در قرون دهم و یازدهم میلادی هواداری می‌کردند. به هر حال، بیشتر کشور همچنان در کنترل سران محلی خانوادگی بود. در قرن دوازدهم لاهیجان جای هوسم را به عنوان مرکز فرمانروایان زیدی علوی گرفت. لاهیجان، که خاندان دیلمی آل بویه که نواحی مرکزی و غربی ایران و فارس را از تصرف خلفا آزاد کردند، از آن نشات می‌گیرد، در قرن دهم همچنان دیلمی پنداشته می‌شد. هم‌اکنون این شهر اصلی شرق گیلان است. در این دوره دیلمان میدان جنگ قدرت های بومی و خارجی بود که هر یک سعی در سیطره داشتند. پس از سرنگونی دولت زیدی در طبرستان، علویان زیدی گوناگونی موفق شدند در شهرهایی در منطقه های ساحلی خزر در دیلمان و شرق گیلان خرده قلمرو هایی تاسیس کنند. مهمترین آنها هوسم در گیلان، در مرز دیلمان بود که ناصرالحق در آن فعال بود و مرکز دانشوری ناصریه در آن واقع شده بود. در ارتفاعات جستانیان و مسافریان برای سیطره رقابت می کردند. جستانیان به زیدیان گرایش داشتند و گاهی مدعیان علوی را به امامت تشویق می کردند. مسافریان تحت نفوذ اسماعیلیه درآمدند. زیاریان و بوئیان هر دو سعی داشتند با پشتیبانی یا مخالفت با مدعیان علوی زیدی بر موطن سابقشان اعمال نفوذ کنند.
در حدود العالم که کتابی فارسی دربارهٔ جغرافیا در سال ۹۸۲ میلادی ست، به گیلان اشاره شده‌است. در دوره ملکشاه، سومین سلطان سلجوقی، یک فرقه مخفی اسماعیلی که هسته مقاومت شیعی در برابر سلجوقیان بود در گیلان ایجاد شد و نهایتاً با عنوان حشاشین معروف شد.

### حمله مغول
در دوره ایلخانان مغول گیلان نخست مستقل ماند. گیلان، تنها منطقه‌ای در ایران بود که در دوره حکومت مغول، وقتی همه کشور در اشغال مغولان بود، واقعاً مستقل مانده بود و حتی پس از اشغال پرهزینه آن توسط الجایتو همان‌طور باقی‌ماند. هیچ حاکم مغولی به گیلان فرستاده نشد، در عوض؛ ایلخان به فرمانروای بیه پیش اجازه داد کل منطقه را زیر فرمان خود درآورد و به نشانه حسن نیت یک دختر مغول به او داد. در زمان اولجایتوی ایلخان در ۷۰۶ هجری/۱۳۰۷ میلادی مغولان موفق شدند فقط برای مدت کوتاهی این سرزمین را تصرف کنند. الجایتو کارزار بزرگی را برای مطیع کردن گیلان انجام داد. مغولها تلفات بسیاری دادند، و الجایتو فقط به به رسمیت شناخته شدن ظاهری سلطه‌اش دست یافت؛ بنابراین گیلان به امپراطوری ایلخانی پیوست ولی همچنان خاندان‌های محلیش بر آن حکم می‌راندند. در آن دوره در غرب گیلان مذاهب حنبلی و به تعداد کمتر شافعی و مذهب طبری مورخ و مفسر قرآن که اکنون منقرض شده فراگیر تر بودند. در شرق مذهب زیدی باقی‌مانده بود.
اشغال ترکی-مغولی در قرن سیزدهم میلادی، منجر به سرازیر شدن پناهندگان از جمله قاجارها به این منطقهٔ از نظر جمعیتی متراکم شد.

### ظهور کیاییان
پس از ۱۳۶۷–۶۸ علی کیا بن امیرکیای ملطی، یک رهبر علوی کنترل شرق گیلان را با پشتیبانی سادات مرعشی حاکم در مازندران به دست گرفت. او و جانشینانش خود را در لاهیجان مستقر ساختند و بر همه شرق گیلان تا اوایل عصر صفوی حکم راندند. آل کیا در بین حکومت‌های محلی گیلان پس از ورود اسلام طولانی‌ترین حکومت را دارد. در غرب گیلان خاندان سنی شافعی اسحاقوندی از نیمه قرن سیزدهم به قدرت رسید. این خاندان که مقرّش فومن بود، تدریجاً همهٔ غرب گیلان را تصرف کرد. هر دو خاندان توسط شاه عباس صفوی از بین رفتند و گیلان تحت فرمان حکام منصوب دولت مرکزی درآمد.

## دوره صفویه

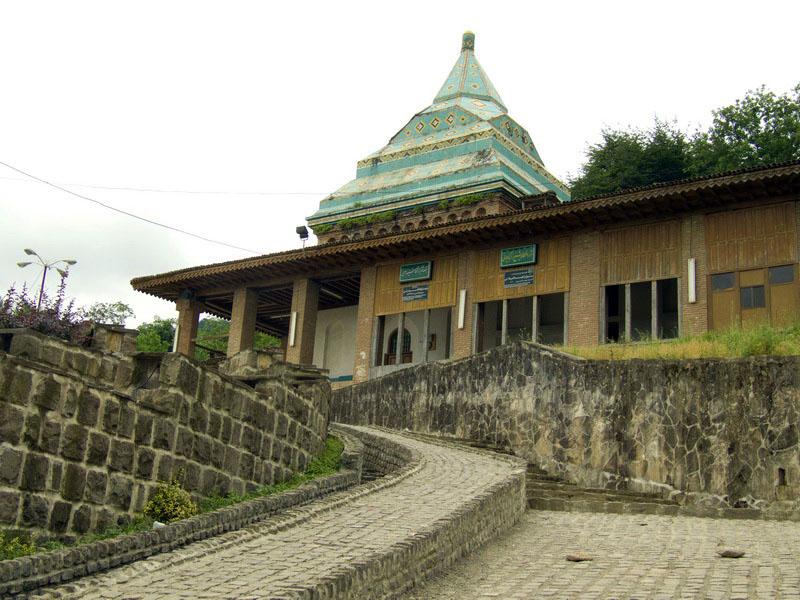
مقبره شیخ زاهد گیلانی، پدر همسر و استاد شیخ صفی الدین اردبیلی نیای بزرگ دودمان صفویان، در لاهیجان

مناطق عمده گیلان در این دوره حاکمان خودشان را داشتند که اغلب در حال جنگ با همدیگر بودند اما با هم همکاری می‌کردند تا از نزدیکی به قدرت‌های خارجی دوری کنند. کوه‌های بلند با گذرگاه‌های باریک پرپیچ و خم، جنگل‌های غیرقابل تسخیر، باران‌های فراوان، و اقلیم نامناسب، موجب می‌شد فاتحان قدرتمند، قناعت کردن به یک نشانه اتحاد (مثلاً بازدید از بارگاه)، و پرداخت منظم خراج، را کاری عاقلانه بپندارند؛ بنابراین گیلان تا زمانی که موفق می‌شد یک حکومت خودمختار بماند، منطقه‌ای شد مطلوب پناهندگان سیاسی، از جمله شاه اسماعیل صفوی که در جوانی و پیش از رسیدن به قدرت به مدت ۶ سال در گیلان پناهنده شد. در اواخر سده ۱۵ و اوایل سده ۱۶ میلادی، گیلان تحت سلطه اعضای دو خاندان محلی بود. بیه پس (به مرکزیت فومن؛ و بعداً رشت)، یک منطقه سنی، که توسط امیره دوباج شفیعی از خاندان دوباج/عشقوند اداره می‌شد، که اصل و نسبش را به پادشاهان ساسانی و پیش از آن می‌رساند، و در همان زمان، ادعای‌تبار از اسحاق نبی می‌کرد. بیه پیش (به مرکزیت لاهیجان)، عموماً شیعه، و تحت فرمان کارکیا میرزا علی، سیدی از خاندان شیعه زیدی امیرکیایی، خانواده‌ای از نسبتاً نوپادشاهان، بود، گرچه هیچ‌یک از اعضای آن هم در داشتن ادعای اصل و نسب ساسانی شک نداشت. فرمانروایان بیه‌پیش و بیه‌پس، جدا از روابط خانوادگی و اتحاد گهگاهشان، اغلب در حال جنگ بودند. بیه پیش در زمان میرزا علی، که قدرت برترش اغلب عملاً توسط فرمانروای بیه پس و غرب مازندران تصدیق می‌شد، به اوج خود رسید. میرزا علی به امیره اسحاق، که خواهرش را به ازدواج او درآورده بود، علاقه ویژه‌ای ابراز می‌کرد. به هرحال، اولین تخم دشمنی بین دو فرمانروای بیه پیش و بیه پس در سال ۸۹۹ شمسی کاشته شد، وقتی امیره اسحاق، که در ظاهر روابط دوستانه‌ای با الوند بیگ، شاهزاده آق قویونلو داشت، سعی کرد شاه آینده، اسماعیل را در راهش از گیلان به اردبیل بدزدد.
پس از جابجایی تخت نشینان آق قویونلو و تضعیف دربار تبریز، آتش فروختهٔ میرزا علی دگر باره شعله‌ور شد و به فکر افتاد به منطقهٔ طارم هجوم برده آن را از دست ترکمن‌ها بازپس گیرد که این دشمنی رستم شاه آق قوینلو را برانگیخت و این دو همواره علیه هم فعالیت سیاسی و نظامی انجام می‌دادند. کیاییان در راستای مخالفت با قدرت سیاسی آق قویونلو، از نهضت صفویه حمایت کردند. شاه اسماعیل صفوی جوان، بنیان‌گذار سلسله صفوی، به گیلان پناه آورد و شش سال (و به گفته لاهیجی هشت سال) در آن ماند، تا این که فروپاشی امپراطوری آق قویونلو، که به او فرصتی را که دنبالش بود تا تخت پادشاهی ایران را در سال ۹۰۵ شمسی تصاحب کند داد. اسماعیل از ماندن نزد امیره اسحاق، فرمانروای رشت، که توسط مشاوران برای او تعیین شدن اجتناب کرد، احتمالاً به خاطر این که نمی‌توانست به یک سنی اعتماد کند. به هر حال، او به آسانی، دعوت حاکم عالی مقام وقت گیلان، کارکیا میرزا علی شیعه از لاهیجان را، که با آق قویونلو بارها جنگیده بود و با محفل صفوی مرتبط بود، پذیرفت. اهمیت تاریخی خاندان آل کیا در این برهه، این است که کارکیا میرزا علی در مقابله با رستم شاه آق قوینلو، از اسماعیل میرزای صفوی حمایت و او را در گیلان مخفی کرد. سیاست کارکیاییان در این واقعه، دو جانبه بود. او از یک طرف، از جمله مریدان پدر و جد اسماعیل بود و از طرف دیگر نمی‌خواست خشم آق قویونلوها را برانگیزد و گرفتار تاخت و تاز آنان شود. رستم بیگ شاهزاده آق قویونلو بارها روش‌های صلح‌آمیز را همانند روش‌های نظامی، برای تسلیم کردن اسماعیل آزمود، ولی میرزا علی هرگز تسلیم نشد. زمانی که سپاهیان رستم شاه در جستجوی اسماعیل میرزای صفوی وارد گیلان شدند دستور داد که قفس بزرگی فراهم کنند و اسماعیل را درون آن قرار دهند و از درخت آویزان کنند. کارکیا سپس سوگند یادکرد که «... پای چنین کسی روی خاک قلمرو او نیست…».
در سال ۹۰۷، میرزا علی از امیره اسحاق خواست که عباس، فرمانده ارتشش را، که میرزا علی به او به خاطر ریاکاریش در جریان محاصره ساری، داشتن عقاید افراطی سنی، و ترتیب دادن معاهده صلح بین امیره اسحاق و الوند بیگ آق قویونلو مشکوک بود، برکنار کند. به هر حال، به نظر می‌رسد دلیل اصلی، توانایی اثبات شده عباس و برادرانش به عنوان رهبران نظامی ممتازی بود که میرزا علی نمی‌توانست بر آنان چیره شود. امیره اسحاق، از اجابت کردن سر باز زد و در نبرد سفیدرود، نیروهای بیه پیش تار و مار شدند و بر اساس مفاد یک معاهده صلح در همان سال، کوچصفهان، به امیره اسحاق حاکم بیه پس در فومن واگذار شد. از ۹۰۷، کوچصفهان، که بر سرش جنگ‌های بسیاری انجام گرفت که همه گیلان را ویران کرد، مایه دودستگی بین این دو شد. جیهان و رحمت آباد هم بعد از یک شکست دیگر در سال ۹۰۸ از دست رفتند، شکستی که در آن به خصوص لاهیجان به شدت آسیب دید. عباس سر فرمانده بیه پیش را برای مراد خان آق قویونلو فرستاد، و زنان و کودکان بیه پیش را به بیه پس اخراج کرد، جایی که آن‌ها تا پایان معاهده صلح نگه داشته شدند، تا این که او آن‌ها را به بهای بازار برده‌ها، به شوهران و پدرانشان فروخت. امیره اسحاق در همان سال درگذشت، و پسر و جانشینش امیره علاء الدین، که علی الظاهر از قضیه دردناک کوچصفهان، که امرای بیه پیش آن را دارایی با ارزش خود می‌دانستند، آگاه بود و سعی می‌کرد تا آن را به میرزا علی برگرداند، ولی او قبل از این که مقدمات بتواند آماده شود کشته شد. میرزا علی، بیه پیش را به اوج قدرتش رهبری کرد، و چندین ستیزه بر سر قزوین علیه آق قویونلو را برد، و قلمرویش را به تهران و شهریار گستراند، و در زمان‌هایی تا جاهایی به دوری ساوه در جنوب، رخنه کرد. او معتقد بود یک نمایش نیرو همراه با اصول حکومت مؤثر است. به رحم چندانی علیه دشمن اعتقاد نداشت. اردوکشی‌های بی‌پایان که اغلب همراه با چپاول، آتش زدن، ویران کردن و… بود، کل منطقه را ویران کرد و همه منابع بیه پیش را تا جایی تهی کرد که لشت نشا دیگر قادر به تحمل مخارج حاکم نبود و همه بیه پیش قادر به فرستادن دو هزار تومان خراج تقاضا شده توسط شاه اسماعیل به عنوان مشتلق پیروزیش بر ازبک‌ها در خراسان نبود. میرزا علی طی یک کودتای بدون خون‌ریزی در رانکوه توسط برادرش کارکیا سلطان حسن اول، حاکم لشت نشا، که به یک توافق مخفیانه با حسام الدین، فرمانروای فومن کرده بود، برکنار شد. حسام الدین به هر حال، حاضر نشد به تعهدش عمل کند و در عوض خواست که میرزا علی به عنوان گروگان به سوی او فرستاده شود. وقتی خواسته او رد شد، او رانکوه را تاراج کرد. سلطان حسن همچنین نتوانست حمایت برادرانش، به خصوص سلطان هاسم که نامزدیش توسط میرزا علی برای جانشینی او دلیل اصلی کودتا بود را، به دست آورد. ناامید از ایستادگی خصمانه و مخالفت‌آمیز حسام الدین، و با احساس ناامنی از حکومت خود، سلطان حسن، دو بار فرزند خود، سلطان احمد را برای شفاعت به بارگاه فرستاد. شاه اسماعیل اول یک امیر با ارتش را برای نشاندن بحث‌ها فرستاد، ولی حضور ارتش صفوی مشکلات بیشتری ایجاد کرد. وقتی فرستاده دوم شاه اسماعیل به حسام الدین هم دست خالی برگشت، پادشاه به شیخ نجم الدین مسعود رشتی، فرمانده جدید خود، دستور داد تا بین این دو حکمیت کند. نماینده شیخ نجم الدین و نماینده حسن با هم به فومن رسیدند و هر دو به فرمان حسام الدین دستگیر شدند.

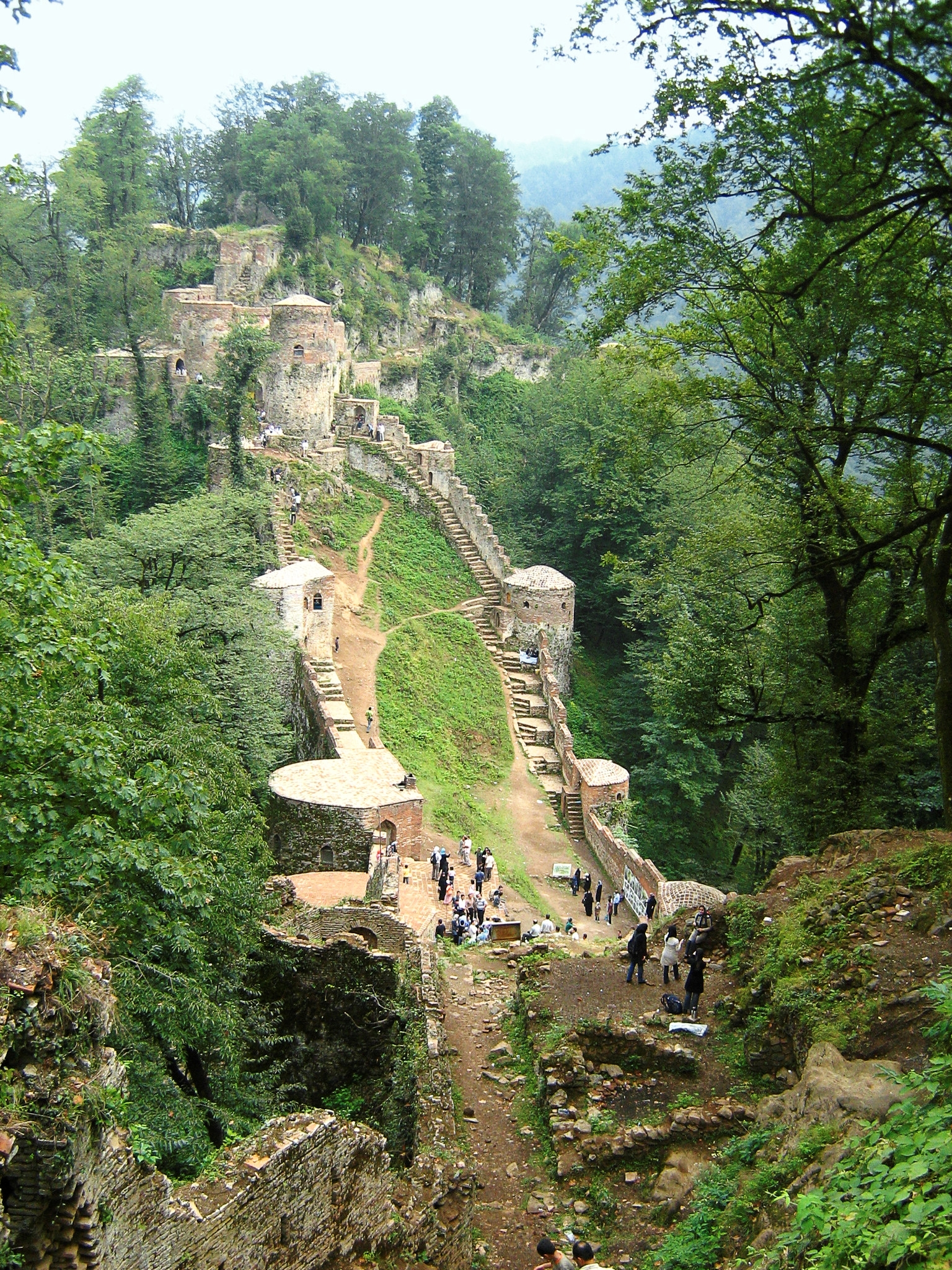
قلعه رودخان در سال ۹۱۸ تا ۹۲۱ هجری قمری برای سلطان حسام‌الدین امیره دوباج بن امیر علاءالدین اسحاقی تجدید بنا شده‌است

شاه اسماعیل، خشمگین از تمرد حسام الدین که به نظر می‌رسید خراج منظم را هم نپرداخته بود، تصمیم گرفت او را مجازات کند. یک ارتش صفوی از گیلان عبور کرد و شروع به تاراج این دیار کرد. گسکر و کوچصفهان فتح شدند، و ارتش وانمود کرد به سوی رشت حرکت می‌کند. شاه شخصاً به نیروها در کوچصفهان پیوست. حسام الدین، که به خوبی از بی رحمی شاه اسماعیل در مجازات دشمنان شکست خورده آگاه بود، که تلاش کرد تا شاه را راضی کند، از شیخ نجم الدین که در عین حال از حسام الدین هدایای باارزشی گرفته بود و همدیگر توان تحمل باران‌های پیوسته را نداشت، خواست تا اردوکشی را خاتمه دهد. او ناگهان منطقه را ترک کرد، ارتش را باقی گذاشت و به شیخ نجم الدین اجازه داد مسئله را بین این دو را طبق صلاحدید خودش فرونشاند. در همین زمان، میرزا علی که از وفاداری سلطان حسن مطمئن نبود، طی پیمانی مخفیانه با برادران و مسئولان سابق دربارش، سلطان حسن را کشت، ولی روز بعد خودش توسط اشراف وفادار به سلطان حسن کشته شد. پسر حسن، کارکیا سلطان احمد اول، که آن زمان در اردوگاه بود، فقط برای استفاده از توانایی‌های خود به عنوان یک رئیس بی نفوذ به لاهیجان برگشت. قدرت حقیقی توسط وزیر سدید اداره می‌شد، کسی که این شاهزاده جوان را به طرزی روشمند با حذف هوادارانش و برگماشتن خویشان و شرکای خود بر مناصب کلیدی، ایزوله کرده بود. او برای پیمودن راه خود برای قدرت خودش به عنوان فرمانروای مطلق، فرستاده‌ای به سوی حسام الدین فرستاد و به او قول صلح را داد تا همکاری با او برای حذف سلطان احمد به نفع خودش را تضمین کند. علاوه بر این، او همچنین رابطه‌ای دوستانه با محرم اسرار قدرتمند شاه، شیخ نجم الدین برقرار کرد، و از طریق او یک فرمان سلطنتی به دست آورد که به او اجازه می‌داد به دلخواه خود هر که را خواست بکشد. سدید به شیخ نجم الدین وقتی برای حکمیت آمد، از پیمان خود با حسام الدین اطلاع داد. شیخ نجم الدین، که اهل بیه پس بود و بنا بر گفته لاهیجی، به خاطر جان خودش می‌ترسید، تسلیم همه خواسته‌های حسام الدین شد، و حتی قول لشت نشا، زادبوم سنتی سلطان احمد را به او داد. احمد خان چاره‌ای جز پذیرفتن نداشت زیرا پیمان صلح تصریح می‌کرد که سدید تنها نماینده دربار در صورت هر نوع عدم توافق بین او و سدید بود. سلطان احمد در نهایت موفق شد در سال ۹۱۲ سدید را وقتی او در حال خواب بود بکشد. مرگ سدید خصومت نجم الدین، که تصمیم گرفته بود سلطان احمد را با تقاضای خراج، فرستادن او به بارگاه و تلاش برای مخالف ساختن شاه اسماعیل با او، مجازات کند، را برانگیخت. موارد متعددی فرمان‌های سلطنتی به دست دو طرف رسید که یکی یا دیگری را به حکومت لشت نشا تعیین می‌کرد، و در همین زمان، لشت نشا توسط حسام الدین ویران شد. مرگ شیخ نجم الدین در سال ۹۱۵ حسام الدین را از متحد قدرتمندش محروم کرد. سال بعد، سلطان احمد با هدایایی گرانقیمت برای شاه اسماعیل، به بارگاه رفت که در نتیجه او را به عنوان فرماندار کل ناحیه خزر از آستارا تا استرآباد منصوب کرد.

### حکمرانی امیره دوباج
امیره دوباج، جانشین پدرش حسام الدین شد. او احتمالاً در واکنش به روابط خوب سلطان احمد خان، ولی به احتمال بیشتر چون در توافق مخفیانه با دربار عثمانی بود، خود را آن قدر قوی احساس می‌کرد که ملزومات وفاداری به شاه اسماعیل را به جا نیاورد. (دم از استعداد و استقلال می‌زد و لوازم اطاعت و انقیاد به عمل نمی‌آورد، اینالچیک به گیلان به عنوان یک ایالت مرزی خودمختار در امپراطوری عثمانی اشاره می‌کند). در ۹۲۵، شاه اسماعیل به احمد خان و برخی از حکام محلی مازندران و رستم دار، از جمله دورمش خان، و زینال خان شاملو، دستور داد بیه پس را فتح کنند. امیره دوباج، تصمیم گرفت به جای مواجهه به تنهایی با سپاه صفوی، هدایایی به دربار بفرستد، و تقاضای بخشایندگی کند و در همان زمان از احمد خان که در آن زمان در اردوگاه سلطنتی بود خواهش کند، تا پادرمیانی کند. شاه اسماعیل که هیچگاه از شکست در چالدران بهبود نیافت، و احتمالاً از روابط دوباج با سلطان سلیم آگاه نبود، او را بخشید. امیره دوباج سکه‌هایی به نام شاه اسماعیل زد و یک سال بعد از دربار بازدید کرد، که در آن موقع لقب مظفر سلطان را دریافت کرد و دختر شاه اسماعیل به همسری او درآمد. در ۹۳۵ کارکیا احمد به قزوین، پایتخت، رفت تا تابعیت خود را به شاه طهماسب جوان اعلام کند. به ترغیب شاه طهماسب، او مذهب زیدی خود را ترک کرد و شیعه اثنی عشری را پذیرفت، مذهبی که او تلاش کرد پس از بازگشتش به گیلان، بر رعایایش تحمیل کند. پس از یک دوره حکومت سی سال و دوماهه، احمد خان در شعبان ۹۴۰ درگذشت. جانشین او کارکیا سلطان حسن دوم بود، که در ۹۴۳ بر اثر طاعون درگذشت. پسر حسن، احمد، که بعدها به عنوان خان احمد خان (دوره حکومت: ۹۴۴–۱۰۰۰) شناخته شد، که در زمان مرگ پدرش فقط یک سال داشت، توسط امیره عباس، یکی از اعیان محلی که در آن زمان در قدرت بود، فرمانروای بیه پیش اعلام شده بود. در جنگ داخلی پس از مرگ شاه اسماعیل اول بین گروه‌های رقیب قزلباش، مظفر سلطان که با وجود ازدواج با خواهر شاه رابطه دوستانه‌ای با دربار نداشت، از استاجلوها شورشی علیه قوای دیوسلطان، امیرالامرا که به نام شاه جدید طهماسب جوان عمل می‌کرد حمایت کرد. پس از سرکوب شورش مظفر سلطان هراسان از انتقام شاه تهماسب به خاطر حمایتش از امرای شورشی، و یحتمل ارتباط با دربار عثمانی که به گیلان، منبع تولید ماده خام برای صنعت پررونق ابریشم عثمانی چشم داشت، مصمم به براندازی قدرت صفوی شد. بنا به گفته قاضی احمد تماسهایی با دیگر دشمن شدید صفویان به نام عبیدالله خان حاکم ازبک بخارا هم برقرار کرده بود. او پس از مرگ همسرش در ۹۳۸ کاملاً از دربار صفوی جدا شد و در جریان اشغال آذربایجان توسط سلطان سلیمان عثمانی در ۹۴۰، به امید این که سلیمان به زودی بر سلطنت صفوی پایان دهد، در راس ارتشی ۸۰۰۰ نفری به او پیوست. سیاست زمین سوخته شاه تهماسب که نمی‌خواست نبرد مخرب چالدران را تکرار کند، علاوه بر سرمای زودرس شدید آن سال، قشون عثمانی را مجبور به عقب‌نشینی کرد. مظفر سلطان هراسان و در ناامیدی به گیلان برگشت، ولی پیش از رسیدن به رشت، تختگاه حکومت، مورد حمله یکی از همراهانش، امیره حاتم کهدم قرار گرفت و شکست خورد. او گیلان را ترک کرد و به سلطان خلیل حاکم وقت شیروان پناه برد که او هم با یک دختر شاه اسماعیل ازدواج کرده بود. سلطان خلیل به زودی در جمادی‌الاول ۹۴۲ در گذشت و مظفرسلطان به تبریز برده و ۷ ربیع‌الثانی ۹۴۷/۱۷ فوریه ۱۵۳۷ در ملأ عام زنده زنده به دستور شاه تهماسب سوزانده شد. اندکی بعد رستم فومنی، یکی از امرای سابق عالی‌رتبه مظفرسلطان به امیره حاتم حمله و او را که خود را در بیه پس مستقر کرده و به نام خود سکه ضرب کرده بود اسیر کرد. امیره حاتم در زنجیر به دربار فرستاده شد، ولی نهایتاً از او عذرخواهی شد و به کرمان فرستاده شد.

### حکمرانی خان احمد خان

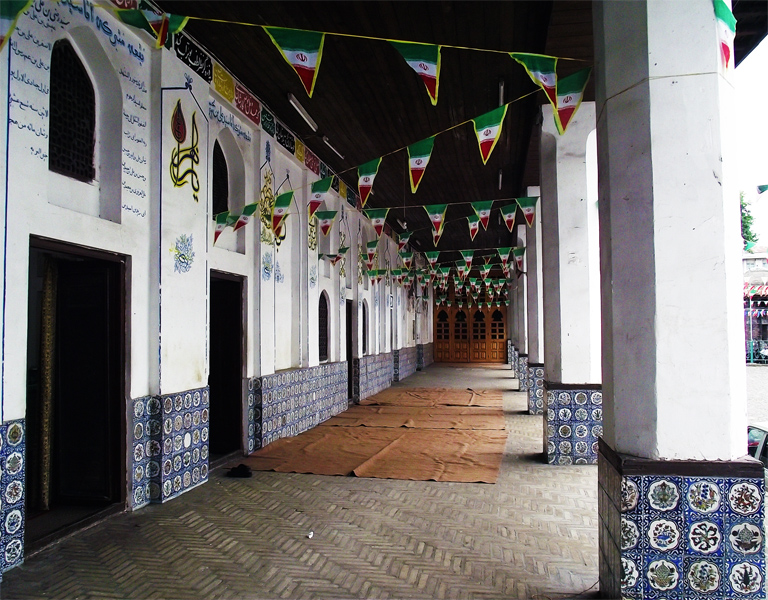
مسجد چهار پادشاهان در لاهیجان بقعه چهار تن از شاهان کیایی بیه پیش است.

پس از مرگ کارکیا حسن در ۹۴۴، کیا خور کیای طالقانی وکیل سابق او شاه تهماسب را متقاعد کرد برادرش بهرام میرزا را در راس ارتشی بزرگ به حکومت گیلان بفرستد. بهرام میرزا در دیلمان استقرار یافت و چند ماه بعد کیا خور کیا را، که بسیار مورد احترام مردم گیلان بود زندانی کرد. مردم شوریدند و شاهزاده را شکست دادند و او به قزوین فرار کرد. در ۹۴۵ خان احمد خان فرمانروای خردسال بیه پیش، فرمانی سلطنتی دریافت کرد که بیه پس را هم به قلمروش ضمیمه می‌کرد، نتیجتاً او را تنها فرمانروای گیلان می‌کرد. قساوت‌های سپاه بیه پیش و وضع بحرانی پیش آمده در پی اشغالگری آنان منجر به دعوت مردم بیه پس از امیره شاهرخ، فامیل دور مظفرسلطان مقیم در خلخال برای به دست‌گیری حکومت بیه پس شد. او در شوال ۹۵۰ وارد گیلان شد و به نام شاه تهماسب سکه ضرب کرد. او که قبلاً هفت سال حکومت کرده بود به دلیل شکایت‌های خان احمد خان به دربار فرستاده شده بود. امیره شاهرخ که با توطئه‌های خان احمد خان که می‌خواست باز حکومت بیه پس را بر عهده بگیرد مواجه بود و یارای برآوری نیازهای مالی قزلباشان را نداشت به‌طور سری گیلان را ترک کرد؛ ولی توسط قشون تعقیب‌کننده‌اش دستگیر و در تبریز به همراه همه وکلایش اعدام شد. سپس در بیه پس آشوب کامل حکمفرما شد و کودکان دزدیده می‌شدند و به بردگی فروخته می‌شدند. نهایتاً شاه تهماسب حکومت بیه پس را به سلطان محمود از پسران مقیم خلخال مظفرسلطان گرفت و کارکیا سلطان به عنوان وکیلش سپرد. آن‌ها در ۹۶۵ به رشت رسیدند ولی اندکی بعد کارکیا احمد به امید تضمین کردن حکومت بیه پس برای خود به دربار شکایت برد که سلطان محمود مناسب حکومت نیست. شاه تهماسب هر دو را به دادگاه فرستاد؛ محمود به تبعید به شیراز فرستاده شد که به تحریک خان احمد خان توسط محمد بن غیاث الدین منصور شیرازی که به عنوان مربیش گماشته شده بود مسموم شد. حالا دیگر خان احمدخان فرمانروای بزرگ بیه پس علاوه بر بیه پیش بود. شاه تهماسب برای کاهش قدرت او که نشانه‌هایی از نافرمانی نشان داده بود و برای بیست سال به دربار نرفته بود حکومت را به جمشید خان پسر مظفرسلطان و نوه خودش داد. هم‌زمان به خان احمد خان فرمان داده شد که گسکر را به ارباب سابقش امیره ساسان که خان احمد خان آنجا را از چنگش درآورده بود واگذار کند. خان احمد خان بیه پس را واگذار کرد ولی با ادعای این که کوچصفهان همواره جزء بیه پیش بوده از واگذاری آن امتناع کرد (کوچصفهان در ۸۸۲ در دوره حکومت سلطان محمد بیه پس به آن ملحق شد و در ۹۰۷ باز بدان پیوست) شاه برای سرکوب شورش او یکی از معتمدینش یولقلی بیک ذوالقدر را به مأموریت صلح به گیلان فرستاد. در ذوالحجه ۹۷۴ امیره ساسان در یک حمله غافلگیرکننده در نزدیکی سیاه رودبار توسط شاه منصور لاهیجی فرمانده نظامی لاهیجان و حاکم کوچصفهان تار و مار شد. یولقلی بیک ذوالقدر نماینده شاه، که در رشت بود با عده‌ای از وکلایش کشته شد و سرش برای خان احمد خان که پیروزمندانه وارد رشت شد فرستاده شد. شاه تهماسب که هنوز به امید راه حلی صلح‌آمیز بود نامه‌ای تهدیدآمیز برای خان احمدخان فرستاد و در آن جرایم او و اقدامات آشوبگرانه‌اش را برشمرد ولی به او در صورت رفتن به دربار قول بخشش داد. خان احمد خان در پاسخ از نرفتن به دربار به مدت ۲۰ سال عذر خواست ولی اجابت نکرد. او دلیل غیبتش را خواسته‌های گزاف امرای قزلباش و دبیران دیوان دانست. سپس شاه که از قبل از نقش منفی او در مسموم کردن سلطان محمود و این که چندین فرستاده سلطنتی برای دستگیری غیاث الدین منصور که در پناه خان احمد بود دست خالی از پیش او برگشته بودند، عصبانی بود به امرایش دستور داد به گیلان بروند و او را دستگیر کنند. خان احمد سپاهش را منظم کرد و برای نبرد آماده شد ولی سپاهش تحت هدایت کیا رستم حاکم نظامی رشت شکست خورد و او متواری شد. ارتش صفوی قساوت‌های بسیاری در گیلان مرتکب شد، یکسره اموال را غارت و تخریب کرد و مردم را در جستجوی خان احمد کشت. او نهایتاً دستگیر و در قلعه قهقهه آذربایجان زندانی شد. او در آنجا با شاهزاده اسماعیل، شاه اسماعیل دوم بعدی دوست شد، که در نتیجه آن شاه تهماسب هراسان از شورش در قلعه، خان احمد خان را به قلعه استخر در فارس فرستاد که در آنجا ده سال ماند. پس از برکناری خان احمد خان، بیه پس در دوره جمشید خان که وارد فومن شد و با دختر شاه تهماسب بعداً ازدواج کرد از یک دوره صلح برخوردار شد. الله قلی بیگ سلطان استاجلو که خان احمد را دستگیر کرده بود به عنوان للهٔ شاهزاده محمود میرزا با حکومت لاهیجان پاداش گرفت و بقیه بیه پیش بین دیگر امرای قزلباش تقسیم شد. حکمرانی سختگیرانه امرا که نیازهای زیاد آنان انگار به پایان نمی‌رسید نهایتاً منجر به خیزش مردمی در ۹۷۹ در لاهیجان شد. مردم قلعه لاهیجان را در نبود الله قلی سلطان مورد حمله قرار داده همه از جمله زنان و کودکان را کشتند و همچنین امیره ساسان حاکم گسکر را شکست دادند. قیام با کشته شدن رهبرش که یک دوباج بود، در نبرد با سپاه اعزامی از سوی شاه تهماسب پایان یافت. در ۹۸۵ که شاه جدید سلطان محمد خدابنده به پیشنهاد ملکه‌اش که خویش نزدیک خان احمد و قدرت اصلی بود او را از استخر آزاد کرد و قلمروی سابقش در بیه پیش را بدو داد. فرمان قبلی آزادی خان احمد خان را شاه اسماعیل دوم شاه قبل از خدابنده صادر کرده بود ولی مشخصاً مورد اجرا قرار نگرفته بود. بازگشت خان احمد خان، که هدف تنها حاکم گیلان شدن را از کف نداده بود آغازی بر دوره جدیدی از نزاع‌های بیرحمانه به مدت چهارده سال بود و حاکم شیروان را هم درگیر کرد. گیلان از قحطی شدید رنج می‌برد. خان احمد اندک مدتی پس از رسیدن به گیلان به بیه پس حمله کرد. قوای جمشید خان همه سربازان خان احمد را تارومار کردند و از سر آن‌ها مناره ساختند. این موجب اتمام تلاش‌های مکرر او برای فتح یا اقلاً کنترل بیه پس نشد. در همین زمان جمشید خان برکنار و دو ماه بعد در توطئه‌ای به طراحی سردارانش کشته شد. میرزا کامران کهدم رهبر کودتا که تلاش می‌کرد حکومت بیه پس را برای خود تضمین کند خزانه جمشیدخان را به عنوان هدیه به همراه نامه‌ای که جمشیدخان را متهم به پناه دادن به امیال شورش‌گرایانه می‌کرد به دربار فرستاد. او به مسئولین دربار رشوه هم داد و تقاضای فرمان سلطنتی برای انتصاب به حکومت بیه پس را کرد. سلطان محمد خدابندهٔ بی خاصیت که مشکلات بزرگتری در قلمروی خودش داشت او را به عنوان حاکم موقت بیه پس گمارد و به خان احمد که در صدد بازپس‌گیری کوچصفهان بود هشدار داد در امور بیه پس دخالت نکند. خان احمد که از میرزا کامران بیشتر از پیشینیانش می‌هراسید از دربار تقاضا کرد منطقه بین امرای قزلباش تقسیم شود. شاه که به خان احمد علاقه‌مند شده بود و از قتل جمشیدخان توسط میرزا کامران متنفر بود سلمان خان را به رشت فرستاد و بقیه بیه پس را بین چند امیر استاجلو تقسیم کرد. در همین حین، شیرزاد ماکلوانی که ارتش بزرگی را حول مرد جوانی (قلندر پسر به گفته اسکندر بیگ) که به او محمود خان می‌گفت و مدعی بود پسر جمشیدخان فقید است جمع کرده بود با شاهزاده دروغین به رشت وارد شد ولی پس از این که دریافت سلمان خان در راس ارتشی رهسپار گیلان است وفاداریش را به خان احمدخان اعلام کرد. درست در خارج رشت کشمکشی درگرفت که در آن شیرزاد اسیر و چند روز بعد کشته شد. امرای قزلباش که فاتحانه وارد رشت شدند ولی خود را بین جمعیتی بسیار متخاصم که آنان و سربازانشان را شب و روز مورد آزار قرار می‌دادند کاملاً جدا یافتند، پریشان و بی سامان به قزوین برگشتند. آنان ابراهیم خان، پسر جوان‌تر جمشید خان را با خود بردند و رشت را به محمد امین خان برادر بزرگش سپردند. مدتی بیه پس توانست از از یک دوره مختصر صلح برخوردار شود تا این که علی بیگ خان فومن، پسر وکیل سابق جمشید خان از قزوین برای تصاحب قدرت به عنوان امین محمد امین خان بازگشت. نزاعها دوباره با شرکت قوای گسکر و تالش بالا گرفت و برای مدتی بیه پس بین دو مرکز رشت و فومن تقسیم شد (به ترتیب تحت نفوذ محمد امین و ابراهیم خان). پس از آن که منازعات نهایتاً تمام شد ابراهیم خان حکمران صوری و وکیلش علی بیگ حاکم واقعی بیه پس بودند در حالی که محمد امین خان که توسط خان احمد ربوده شده و برای مدت کوتاهی تحت حفاظتش حاکم رشت بود، در لشت نشا تحت حفاظت خان احمد پناهنده بود.

### فتح گیلان توسط شاه عباس
شاه بعدی عباس یکم که مصمم به تشکیل یک دولت مرکزی قوی برای همه ایران بود منتظر فرصت مناسب برای مقهور کردن خان احمد مستقل اندیش بود که با خواهر شاه ازدواج کرده بود. وقتی خان احمد از تسلیم کردن امرای خائن قزلباش که در گیلان به او پناه آورده بودند سرباز زد و در عوض ۱۵۰ تومان پول نقد فرستاد که خشم شاه عباس را برانگیخت فرصت مناسب فراهم آمد. مشغولیت قبلی شاه عباس با عثمانی و ازبکان در آن زمان موقتاً او را از برکنار کردن خان احمد بازداشت. عثمانیها که آذربایجان و بخش بزرگی از ساحل غربی دریای خزر را در کنترل داشتند، ناوگان بزرگی در آنجا سازمان داده بودند که بهشان امکان برقراری یک خط ارتباطی مستقیم با خان احمد و حاکم ازبک بخارا را که به اشغال خراسان تشویقش می‌کردند، می‌داد. خان احمد هنگام رد پیشنهاد شاه عباس برای یک اتحاد جدید مبتنی بر ازدواج نمی‌توانسته بی‌خبر از حضور عثمانی در آن نزدیکی بوده باشد. پس از این که سلطان عثمانی که با جنگی با هابسبورگها مواجه بود پیمان صلحی با شاه عباس منعقد کرد (خان احمد از شاه بابت این پیمان در نامه‌ای که به او فرستاد انتقاد کرد) این وضعیت پایدار نماند ولی آذربایجان همچنان در دست عثمانیان بود و ازبکان به خراسان یورش می‌بردند. در ۹۹۹ شاه عباس پیشنهاد جدیدی برای اتحاد مبتنی بر ازدواج با خواستگاری از دختر جوان او برای پسرش صفی میرزا ارائه کرد که خان احمد ردش کرد. در سال بعد، وقتی شاه عباس فهمید خان احمد وزیرش را برای سازماندهی یک حمله مشترک هم‌زمان علیه خود به دربار عثمانی فرستاده تصمیم گرفت کار بنده سابقش را یک بار و برای همیشه یکسره کند. خان احمد نومیدانه، از تزار روسیه تقاضای حفاظت کرد، ولی پاسخ تزار نتوانست به موقع برسد و فرهاد خان قهرمانلو فرمانده سپاه آذربایجان دستور یافت گیلان را فتح کند. فرهاد خان از راه گسکر و آستارا وارد گیلان شد و به پشتیبانی قوای گسکر و بیه پس در ۵ شوال ۱۰۰۰/ ۱۵ ژوئیه ۱۵۹۲ قوای خان احمد را تار و مار کرد. سپاه صفوی در نمایش عادی بی رحمیش زیاده روی کرد. بنا به روایت شاهد عینی اروج بیگ بیات حدود ۱۰۰۰۰ نفر که نصف آن‌ها زنان و کودکان بودند در یک شهر قتل‌عام شدند و همسر حاکم شهر زنده زنده سوزانده شد. شاه عباس سعی کرد با اعطای عفو و حکومت بیه پیش به خان احمد، او را در ایران نگه دارد ولی او که آشکارا رفتار شاه عباس را با امیران خائن که به او روی آورده بودند به یاد می‌آورد با محمد امین به شیروان و از آنجا به امید استفاده از دربار عثمانی برای بازپس‌گیری قلمروش به استانبول گریخت. او آنجا در تبعید در ۱۰۰۵ درگذشت. چند روز بعد، شاه عباس وارد لاهیجان شد و کاخ خان احمد را کاملاً تخریب کرد، عفو عمومی اعلام کرد و مهدیقلی خان شاملو و علی بیگ سلطان را به عنوان فرمانداران بیه پیش و بیه پس منصوب کرد. خواجه مسیح وزیر سابق خان احمد که به دربار گریخته بود و بنا به گفته فومنی، آمر اصلی اشغال گیلان بود، با عنوان ریش سفید بیه پیش پاداش داده شد. او آداب و رسوم بی‌سابقه (امور-امبداعه:یعنی محروم کردن دختران از حق ارثشان) و همچنین مالیات‌های مرسوم و ناعادلانه مثل مالیات بر ازدواج و مرگ را که به‌طور سنتی از سوی حکام محلی جمع‌آوری می‌شد را منع کرد. (این مالیات‌ها باید پس از برکناری میرزا علی که آن‌ها را پس از به قدرت رسیدن لغو کرده بود دوباره برقرار شده بوده باشند). یک سال بعد، شاه عباس، مهدیقلی خان را پس از شنیدن شکایت از حکومت‌داری او برکنار کرد و دستور داد هر مالیات غیرعادلانه اعمال شده توسط خان احمد یا کسان پس از او لغو شود. نهایتاً در ۱۰۰۸ گیلان در اراضی خاصه که توسط وزیران اداره می‌شدند گنجانیده شد.

### قیام‌های مردم گیلان
پایان این سلسله محلی موجب نشد مردم محلی مستقل-اندیش آن که اینک دیگر با خواسته‌های روزافزون مسؤولین غیربومی فرستاده شده از دولت مرکزی مواجه بودند به‌طور کامل فرمانبردار شوند. خاصه شدن گیلان باعث افزایش فشار مالیاتی بر مردم شد و پس از فرمان شاه مبنی بر انحصار ابریشم که مهم‌ترین کالای آن دوران بود، تولیدکنندگان گیلانی (که از عمده‌ترین مناطق ابریشم خیز بود) مجبور بودند ابریشم را به عوامل شاه بفروشند و خود شاه، آن‌ها را از طرق مختلف به فروش می‌رساند. به این دلیل عواید ایالات خاصه صرف امور اقتصادی و رفاه حال خود مردم محل نمی‌شد و زندگی آنان را در تنگنا قرار می‌داد. این تغییر سیاست اقتصادی شاه عباس و محرومیت ملاکین و خوانین محلی باعث نارضایتی آنان و تلاش آنان برای شورش به منظور دستیابی به قدرت محلی شد. اقدامات نمایشی گاه‌وبیگاه شاه عباس برای کاهش فشار مالیات و التیام اشتباهات چندان موفق نمی‌شد قلب مردم گیلان را به دست بیاورد. قیام‌های مردمی به فاصله چند سال پس از فتح گیلان دوباره ظهور کردند و با وحشیگری معمول قزلباشان سرکوب شدند. قیام حمزه خان تالشی در قلعه شیندان در ۱۰۰۲، با قیام علی بیگ فومنی، فرماندار بیه پس و طالشه کولی در همان سال پی گرفته شد. در یک رخداد شاه عباس دستور قتل‌عام تمامی جمعیت لشت نشا را داد و در مورد دیگر او برای کشتن یکسره زنان و مردان دهات شورشی جلاد اعزام کرد. خطرناکترین شورش در ۱۰۳۸ در لشت نشا کوتاه مدتی پس از مرگ شاه عباس در همان سال رخ داد. با حکمرانی ظالمانه اصلان خان، وزیر گیلان مردم صبر از کف دادند و پیرامون کالنجار سلطان که از کوه‌ها ظهور کرده و مدعی بود پسر امیره جمشید، خان فقید بیه پس است جمع شدند. سپاه بزرگی (ده هزار نفر به گفته فومنی) از اجامره گرد او آمده او را با عنوان‌هایی چون «عادل شاه» و «غریبشاه» شاه اعلام کردند و همراه با او در خیزشی که به «قیام غریبشاه گیلانی» شهره شد سر به شورش برداشتند. خانه‌ها، مغازه‌ها، کاروانسراها، بازارها و اقامتگاه کلانتر لاهیجان و دفاتر دولتی غارت و تخریب شدند. عادلشاه نهایتاً از سارو تقی خان وزیر گیلان و مازندران که از تالش پیشروی کرد و لشت نشا را ویران کرد شکست خود. او به هنگام ترک، دختران و زنانی را که سپاهش اسیر کرده بود با خود برد. عادلشاه دستگیر و به دربار فرستاده شد. شاه صفی که در آغاز می‌خواست او را ببخشد، به تحریک اطرافیانش تصمیم گرفت او را بکشد. مدتی غریب‌شاه را در جشن بزرگی در عمارت عالی قاپو شکنجه داده و پاهای او را نعل‌کرده و آرواره پایینش را سوراخ کردند. در جلوی جمعیت او را در میدان نقش جهان تیرباران کردند. همراهی و پشتیبانی تالشها از حکومت صفویه موجب جلب اعتماد شاهان صفوی به آنان شده بود؛ این اعتماد به حدی بود که پس از سرکوب شورش غریب‌شاه در گیلان، همهٔ مردم گیلک‌نشین مناطق گیلان خلع سلاح شدند و از حمل هرگونه جنگ‌افزار منع گردیدند و فقط اجازه داشتند برای کارهای کشاورزی از داس استفاده کنند؛ اما تالشان مجاز به حمل هر نوع جنگ‌افزاری بودند.

### تالشها و صوفیه
حمدالله مستوفی در نیمهٔ نخست سدهٔ ۸ ه‍.ق دربارهٔ مردم تالش می‌نویسد: «مردم آنجا جنگی و مردانه باشند… و از مذاهب فراغتی دارند، اما به قوم شیعه و بواطنه نزدیک‌ترند». بدین‌سبب، از آغاز برآمدن شیوخ صفویه، مردم تالش نقش مهمی در به قدرت رسیدن آنان ایفا نمودند.شیخ صفی، سرسلسلهٔ این طایفه از جانب امرای تالش حمایت می‌شد و در حلقهٔ مریدان او شمار بسیاری از مردم تالش حضور داشتند. شیخ صدرالدین موسی فرزند و جانشین شیخ صفی که از ملک اشرف چوپانی بیمناک بود، نزد هواخواهان تالش خود پناه جست. در ۸۰۶ ه‍.ق/۱۴۰۳م تیمور پس از ملاقات با خواجه علی در اردبیل بسیاری از مزارع و روستاهای منطقهٔ تالش، از آن میان، آستارا و کرگان‌رود را در تیول خاندان او قرار داد. یکی از پسران خواجه علی به نام عبدالرحمان با خانوادهٔ خود در منطقهٔ تالش‌نشین گسکر اقامت دائمی گزید و در همان‌جا نیز درگذشت.
در نخستین لشکرکشی شیخ حیدر به داغستان، بخش مهمی از سپاه او را تالشان تشکیل می‌دادند. در منابع از آنان با عنوان «آبی جامه» یاد شده‌است. پس از کشته شدن شیخ حیدر، پسرش اسماعیل که نوجوانی بیش نبود، جانشین او شد. در این زمان اسماعیل که در اردبیل به‌سر می‌برد، از بیم جان در خفا رهسپار گیلان شد. در این سفر دده بیگِ تالش از همراهان او بود و مردم تالش در سراسر مسیر اردبیل به لاهیجان، از او به گرمی استقبال و پذیرایی کردند. یکی از علل گرایش مردم تالش به شاه اسماعیل و صفویان، ضدیت آنان با شروانشاهان بود. تالشها با آگاهی از دشمنی میان صفویان و شروانشاهان، رهایی خود را از استیلای آنان در قدرت گرفتن صفویان می‌دیدند.

## قرن هیجدهم میلادی

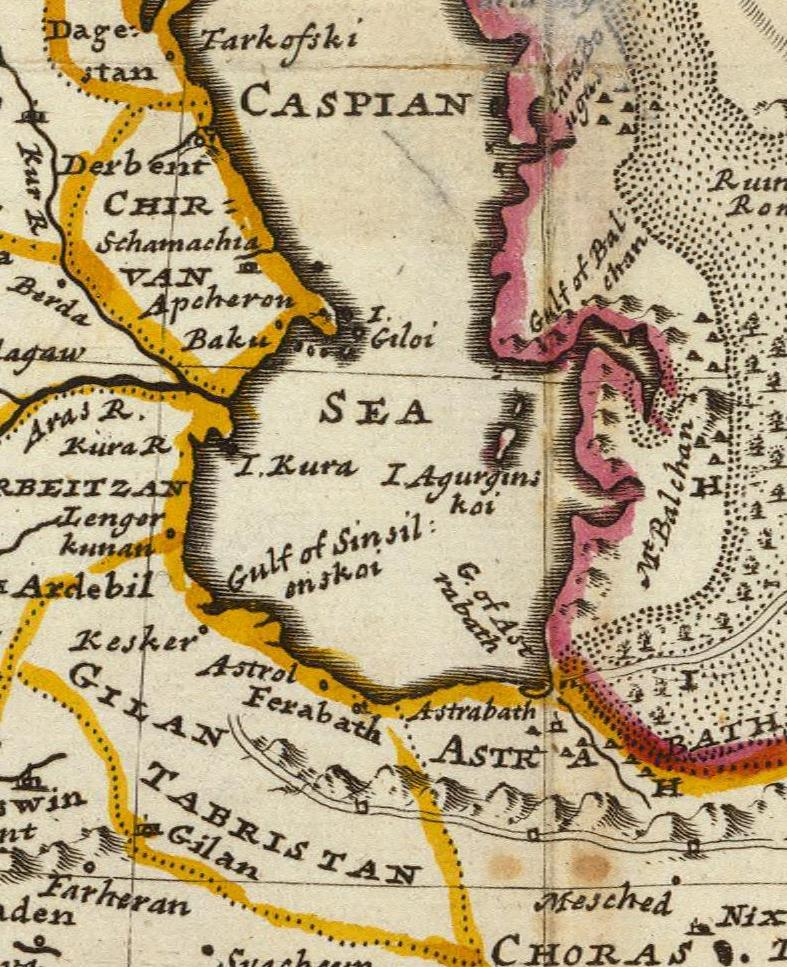
گیلان در ۱۷۳۶، از نقشه هرمان مول

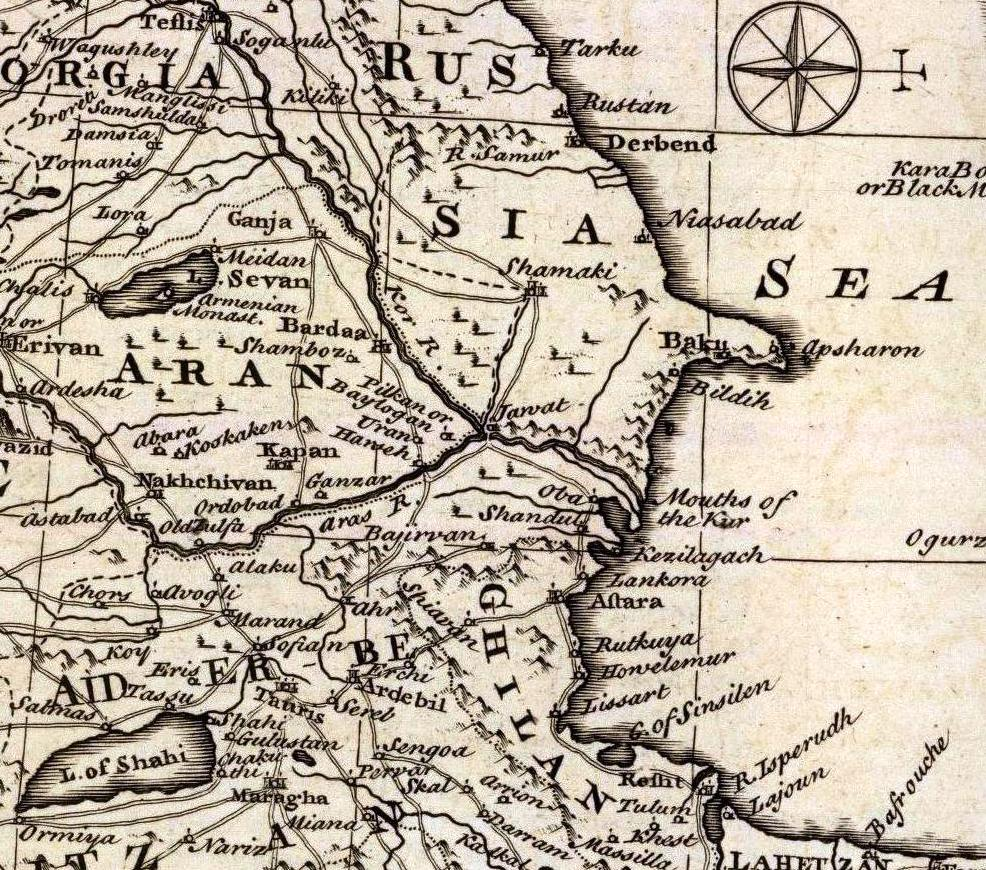
گیلان در ۱۷۴۷، از نقشه امانوئل بوئن

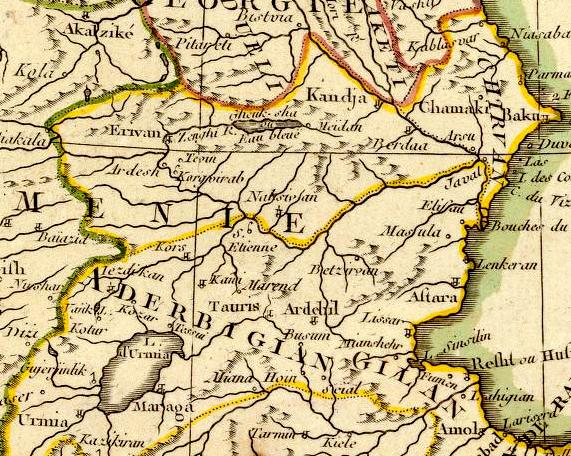
گیلان در ۱۷۸۷، از نقشه ریگوبرت بن

افول صفویان و انقراض آنان در سال ۱۷۲۲، منجر به یک حالت آشوب در کشور شد. مناطق شمالی کشور نسبت به تأثیر و اشغال خارجی آسیب‌پذیر شد. اولین تلاش‌ها توسط روسیه تزاری برای تسلط بر دریای خزر و ولایات ایرانی گیلان، مازندران، استرآباد و آذربایجان در همین زمان شروع شد. این قرن پرآشوب ظهور سه رهبر قدرتمند ایلی را به خود دید، نادر شاه افشار، کریم خان زند و آغا محمد خان قاجار. طی بیشتر این دوره، گیلان توسط فرمانروایان محلی اداره می‌شد که یا به‌طور مستقل حکم می‌راندند یا استقلال نسبیشان را با پرداخت خراج به چهره‌های نوظهور یادشده و فرمانداران کل منتصب آنان تضمین می‌کردند. تقسیم گیلان به دو بخش بیه پس و بیه پیش که قدمتی چند قرنی داشت در این دوره هم ادامه یافت. قاجارها، در ۱۷۳۶، هنگامی که نادر شاه از سوی افغان‌ها تهدید می‌شد در سوی او قرار گرفتند. قاجارها در ۱۷۹۶ به قدرت رسیدند. اولئاریوس جهانگرد قرن هیجدهم ماهیگیریهای گیلان را ذکر می‌کند.

### اشغال گیلان توسط روسیه
روسیه اولین تلاش‌هایش برای اشغال ولایات ایرانی در جنوب خزر را طی واپسین سال‌های حکمرانی پتر کبیر انجام داد. پتر که روسیه را تبدیل به یک قدرت بزرگ اروپایی کرده بود، دیرزمانی بود که سودای تبدیل خزر به یک دریای روسی و کنترل تجارت اروپا با شرق را در سر می‌پروراند.
او افسری به نام آرتمی والینسکی را به دربار شاه سلطان حسین فرستاد تا وضعیت محلی را ارزیابی کند و همکاری تجاری بیشتر با ایران و هند را تشویق کند. او با دربار ایران قراردادی بست که به موجب آن کنسول‌های روس به اصفهان، شیروان و رشت فرستاده می‌شدند. والینسکی گزارش کرد که امپراطوری صفوی در شرف سقوط است و فتح ولایات شمالی آن در غرب و جنوب خزر دشواری چندانی برنخواهد انگیخت.
پیش زمینه اشغال ولایات ایرانی آسیبی جدی بود که به اموال و زندگی تاجران روس در شیروان وارد شد. پتر پیشروی به سوی کرانه‌های جنوبی خزر را در ۱۷۲۲ با انتقال ۱۰۰۰۰۰ سرباز و ملوان در آستاراخان شروع کرد و دربند را در سپتامبر آن سال اشغال کرد؛ ولی در این زمان به دلیل پیشروی‌های عثمانی در شمال غرب ایران پتر در زمستان به آستاراخان عقب نشست. هم‌زمان حاکم گیلان که از اشغال آن توسط افغان‌ها می‌ترسید، پیامی فوری به پتر فرستاد و از او خواست یک پادگان روسی در رشت، مرکز ولایت که تحت محاصره زبردست خان افغان بود مستقر کند. علی الظاهر خواسته حاکم در تطابق با خواسته شاه تهماسب دوم بود که تازه تاجگذاری کرده بود و نماینده‌ای برای امضای پیمان اتحاد و حفاظت به روسیه فرستاده بود. تزار در پاسخ دو گردان به فرماندهی کلنل شیپوف را به گیلان اعزام کرد. وقتی آنان رسیدند حاکم مردد بود به آن‌ها اجازه دهد از کشتی پیاده شوند. نهایتاً آنان که نه توسط حاکم و نه توسط مردم استقبال شده بودند در کاروانسرایی در نزدیکی رشت اقامت گزیدند. باکو هم که متحمل بمباران از دریا بود در ژوئیه همان سال تسلیم شد. نماینده شاه تهماسب سر راهش به رشت رسید و توسط شیپوف به مسکو برده شد پیش از این که دستورهای جدید را از شاه که نظرش عوض شده بود دریافت کند. تهماسب به شیپوف و حاکم گیلان پیام داد و خواست نیروهای روس فوراً خاک ایران را ترک کنند. حاکم ۱۵۰۰۰ سرباز آموزش ندیده بی تجهیزات کافی که بیشتر از دهقانان بودند را برای محاصره کردن روس‌ها فرستاد. زیر آنش سنگین روس‌ها آن‌ها با دادن ۱۰۰۰ نفر تلفات پراکنده شدند. پس از این نبرد پتر چهار گردان سرباز به رهبری لواشف را جایگزین شیپوف کرد. او در سپتامبر ۱۷۲۳ رسید و مقاومت مردم را سرکوب کرد.
نماینده شاه که از تغییر در سیاست ایران و حرکت‌های جدید تهماسب بی‌خبر بود در ۲۳ سپتامبر ۱۷۲۳ پیمان اتحادی با روسیه امضاء کرد که گیلان مازندران استر آباد را علاوه بر تالش باکو و دربند را به روسیه واگذار کرد. نتیجتاً پتر رسماً ژنرال لواشف را به سمت حاکم گیلان منصوب کرد. در ۱۷۲۷ حاکم روس نیروهای افغان اشرف را که در گیلان پیشروی کرده بودند شکست داد و با محمد صیدال خان فرمانده افغان‌ها مذاکره کرد، که منجر به توافقی بین صیدال و لواشف در فوریه ۱۷۲۹ در رشت شد. بنا بر مفاد آن، اشرف حکمرانی رودبار را به دولت روسیه داد و در عوض روسیه حق حکمرانی او بر ایران را به رسمیت شناخت؛ ولی پس از این که نادر به سوی اصفهان پیش رفت و اشرف را مجبور کرد از پایتخت بگریزد معاهده بی‌ارزش شد. اشرف در راهش به سمت قندهار کشته شد.
در ۱۷۲۴ تزار به فرمانده نیروهای روس در گیلان دستور داد از ارمنیان و دیگر مسیحیان دعوت کند تا به گیلان مهاجرت کنند تا تعداد مسلمانان هرچه بیشتر کم شود. این ماجراجویی تزار موفق نبود. از ۶۱٬۰۳۹ مردی که در آن شرکت جستند ۳۶٬۶۶۴ نفر مردند. مناطق اشغالی آسیب شدیدی دیدند. از آثار اشغال کاهش شدید تولید ابریشم به دلیل فرار تولیدکنندگان آن بود. تنها نتیجه آن برای روسیه، این بود که یک بار از قفقاز به پیش رفته بودند و پرچم شان را بر ساحل جنوبی دریای خزر برافراشته بودند. پتر کبیر در ۱۷۲۵، درگذشت و کاترین اول، جانشین او زنی با عقل و هوش به مراتب کمتر از پتر بود. جانشین او پتر دوم که جوان بود به هولشتاین علاقه بیشتری داشت تا گیلان ولی ایران در دست افاغنه بود و شاه تهماسب نتوانست از این وضعیت استفاده کند.
در ۱۷۲۸، زینال ابراهیم، درویشی از لاهیجان، عنوان سلطنتی اسماعیل میرزا را به خود گرفت و مدعی شد پسر شاه سلطان حسین است. او با همکاری تعداد زیادی از کوه نشینان دلیر دیلم، دیلمان، رانکوه و ماسوله را تصرف کرد و منافع همه گروه‌های ذی‌نفع در منطقه، از جمله تهماسب، روس‌ها و عثمانیان را به خطر انداخت. او که از حامیان تهماسب شکست خورده بود با نیروهای روس مواجه شد که آن‌ها را به سوی منطقه اشغال شده توسط عثمانی در شرق آذربایجان راندند. در آنجا نیروهایش توسط عثمانی‌ها تار و مار شدند و زینال کشته شد. پس از مرگ پتر در ۱۷۲۵ نیروهای روس تا ۱۷۳۴ در گیلان ماندند. پس از آن آن‌ها به دلایلی از جمله ظهور نادر شاه، تلفات بسیار به دلیل بیماری‌ها، نصف شدن شمار ارتش شان و مشکلات داخلی از گیلان و همهٔ دیگر ولایات ایرانی عقب‌نشینی کردند. در دو معاهده رشت و گنجه در ۱۷۳۴ و ۱۷۳۵ آن‌ها بازگشت همه ولایات اشغال شده توسط پتر را به رسمیت شناختند.

### فرمانروایان گیلان
در بیشتر قرن هیجدهم گیلان به‌طور مستقل یا شبه مستقل توسط فرمانروایانی از بازماندگان اسحاقیه و خصوصاً امیره دوباج فومن و بیه پس با کمک حکام شهرها و بخش‌ها که آن‌ها هم از خاندان‌های محلی بودند اداره می‌شد. در این دوره تعدادی فرماندار کل هم توسط نادرشاه، کریم خان و آغا محمد خان برای گیلان منصوب شدند ولی دوره آن‌ها عمدتاً کوتاه بود. طی دوره نادرشاه، فرمانروایان گیلان خراج اختصاص یافته به ولایت را به فرمانداران کل یا خزانه مرکزی می‌فرستادند. به هرحال مالیات‌گیری منجر به دو شورش عمده شد، که یکی از تالش در ۱۷۴۴ شروع شد که دو سال طول کشید، و دیگری از گسکر شروع شد و تا ۱۷۴۷ زمانی که نادر کشته شد ادامه یافت.
یک حرکت مهم در این دوره تلاش نادرشاه برای تشکیل نیروی دریایی ایرانی در دریای خزر بود. او جان التون بازرگان انگلیسی منصوب نادر موفق شد کشتی با ظرفیت ۲۰ توپ بسازد که گزارش شده بهتر از کشتی‌های روسی در خزر بود.
در هرج و مرج پس از قتل نادر شاه، قلمرو او به دست سران ایلی افتاد. در گیلان، آقا جمال فومنی (از بازماندگان امیره دوباج، و فرزند آقا کمال که در دوره شاه سلطان حسین فرمانروای گیلان بود) همراه با آقا صافی حکومت مرکزی را شکست دادند و حکومت ولایت را از رشت به دست گرفتند. در جریان کشمکش بین زند و قاجار، محمدحسن خان پدر آغا محمد خان امنیت گیلان را تأمین کرد و با دختر آقا جمال فومنی ازدواج کرد. آقا جمال در ۱۷۵۳ در نتیجه یک عداوت قدیمی توسط آقا هادی شفتی در شفت کشته شد. آقا هادی با کمک میرزا ذکی حاکم گسکر به مدت ۴ ماه بر گیلان حکومت کرد. او در یک حمله ناگهانی توسط سران قاجار دستگیر و اعدام شد. آن‌ها هدایت‌الله، فرزند جوان آقا جمال را به فرمانروایی رشت منصوب کردند.
پس از رسیدن کریم خان به قدرت هدایت‌الله خان به تهران فرستاده شد و یک حامی کریمخان در ۱۷۶۰ جایگزین او شد؛ ولی وقتی کریمخان در یک کارزار نظامی در آذربایجان بود هدایت الله خان به گیلان گریخت و دوباره به مقام فرمانروایی گیلان رسید. اندکی بعد کریمخان او را دستگیر کرد و ۱۲۰۰۰ تومان جریمه کرد و نظرعلی خان زند برای نظارت بر دولت گیلان فرستاده شد. بعدتر، کریمخان سیاستش نسبت به هدایت‌الله خان را عوض کرد و او را در ۱۷۶۷ به فرمانروایی گیلان منصوب کرد و دختر او را به عقد پسرش ابوالفتح خان درآورد.
هدایت الله خان توانست شبه-استقلال گیلان را تا رسیدن آغا محمد خان به قدرت در دهه ۱۷۷۰ حفظ کند. در ۱۷۷۳ او سعی کرد حمایت روس‌ها را کسب کند و وقتی موفق نشد در ۱۷۷۹ به فتحعلی‌خان قبه‌ای برای کمک روی آورد. آغا محمد خان در ادامه تلاش‌هایش برای ایجاد یک حکومت مرکزی فتح گیلان را به برادرش مرتضی قلیخان سپرد. هدایت‌الله خان که با یک اشغال قریب‌الوقوع و شکست تحقیرآمیز مواجه بود دو فرد سرشناس محلی، میرزا صادق منجم باشی و محمد صالح لاهیجی را با هدایای گرانبها به دربار قاجار فرستاد. نتیجتاً شاه مرتضی قلی خان و سربازانش را از گیلان فراخواند. او در نتیجه دشمنی خانوادگی آقا رفیع شفتی و پنج برادر و برادرزاده‌اش را اعدام کرد. علاقه هدایت‌الله خان به حفظ حدی از استقلال باعث شد او در آخرین تلاش برای مقاومت علیه حاکم در حال ظهور قاجار دوباره از روس‌ها تقاضای حفاظت کند. گرچه نپذیرفتن تقاضای روس‌ها برای الحاق بندر انزلی منجر شد روس‌ها آغا محمد خان را تحریک کنند که گیلان را فتح کند. مصطفی خان دولو با ۶۰۰۰ سرباز به رشت حمله کرد و هدایت‌الله خان را شکست داد. وقتی او در یک کشتی روسی پناه گرفت، روس‌ها او را به آقا علی تنها بازمانده خاندان آقا رفیع شفتی که همگی توسط هدایت الله کشته شده بودند تحویل دادند. او توسط آقا علی اعدام شد.
تجارت خارجی گیلان تحت فرمانروایی هدایت الله با جذب شمار زیادی از ارامنه، روسها، یهودیان و هندیان به رشت پیشرفت کرد. آن‌ها در کاروانسراهای جداگانه می‌زیستند و تجارت می‌کردند. او با حکمرانی در یکی از بارونق‌ترین ایالات ایران با یک درآمد سالانه قابل توجه (حدود ۲۰۰ هزار پاوند) در یک دوره طولانی ثروت زیادی به دست آورد و با سخاوتمندی زیست. او خراج بزرگی از ابریشم و طلا به حاکمان از محمدحسن خان تا کریمخان و آغامحمدخان می‌فرستاد. او درباری درخشان و با مبلمان عالی و شراب‌های قوی و بردگان گرجی، و یک ارتش حقوق بگیر از ۱۵ هزار مرد داشت که می‌توانست ده هزار نیروی ایالتی هم بدان بیفزاید. او علاوه بر درآمد سرشار از تولیدات محلی خصوصاً ابریشم، از مالیات ثابت سرانه بر جامعه بزرگ ارمنی و نیز از تجارت با روس‌ها که یک پست تجاری مستحکم در انزلی داشتند کسب درآمد می‌کرد.

## قرن نوزدهم میلادی

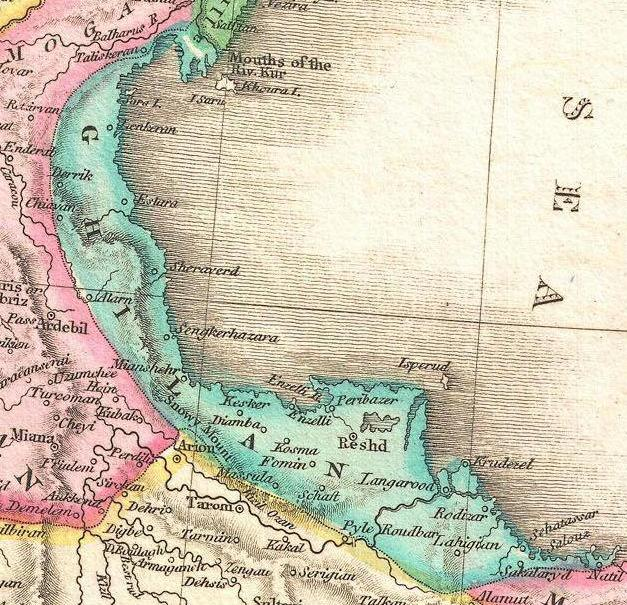
گیلان در نقشهٔ شمال ایران در سال ۱۸۰۸، از اطلس نوی پینکرتن

در قرن نوزده در اثر منافع استعماری روسیه و بریتانیا ایران دچار تغییرات عمده سیاسی اقتصادی و اجتماعی شد. در گیلان که در حوزه تأثیرات روسیه بود ارتباطات فزاینده با این کشور منجر به تحولات عمده‌ای در قرن نوزده و اوایل قرن بیستم داشت. از جمله تجارت خارجی افزایش یافت، حمل و نقل دریایی و اثر آن بر واردات و صادرات و مصرف زیاد شد. نتیجتاً راه ارتباطی بین تهران به انزلی از طریق قزوین و رشت منجر به افزایش عبور مسافرین به اروپا از خط انزلی باکو شد.
به دلیل جدا بودن با کوه‌ها از بقیه کشور، حیات سیاسی و اجتماعی در گیلان همواره اگر به وسیله موقعیت جغرافیاییش تعیین نشده باشد، این عامل حتماً بر ان اثرگذار بوده‌است. تاریخ قرن نوزدهم گیلان با ادامه یافتن دو بخش بیه پیش و بیه پس و حکمرانی خاندانای محلی شروع شد؛ ولی تدریجاً این وضعیت در نیمه دوم قرن تغییر کرد و افزایش تجارت خارجی و توسعه سریع حمل و نقل در خزر و سیل مسافر و بار در راه ترانزیتی تهران-انزلی عمده عوامل مؤثر در جدابودن ایالت را از بین برد و آن را به مدار اقتصاد نوظهور جهانی و قدرت مرکزی آورد. گیلان با تبدیل شدن به مرکز تماس سیاسی اقتصادی و اجتماعی با غرب در واپسین دهه‌های قرن نوزده، تبدیل به میدانی برای شماری از جنبش‌های شورشی مهم رادیکال در دوره ۱۹۰۵ تا ۱۹۲۱ تبدیل شد.

### حکام گیلان
قاجاریان موفق شدند بر آشوب قرن هجده با ایجاد امنیت نسبی و کنترل بر ایالات فائق ایند. دو مجموعه موقت و ثابت، اداره ایالتی را تشکیل مداد. فرماندار کل و وزیر که از تهران تعیین می‌شد و شاه و دولت مرکزی را نمایندگی می‌کرد و اغلب موقتی بود دیگری مسئولین محلی که عمدتاً وراثتی و دائم بودند و خانها و حاکمان و نایب الحکومه‌ها و کلانتران را شامل می‌شد.
آغامحمدخان و فتحعلی‌شاه سنت سلجوقی گماردن شاهزادگان با نسب شاهی بر حکومت ایالات را زنده کردند، ولی آنان از گماردن حکام شاهزاده بر ایالت مرزی حساس گیلان در هراس بودند. نتیجتاً برای گیلان مجموعاً به مدت سی و هفت سال در نیمه واپسین حکومت فتحعلی‌شاه حاکم شاهزاده تعیین شد. در اولین و آخرین دهه حکومت ناصرالدین شاه، و در نخستین سال‌های حکومت مظفرالدین شاه در قرن نوزدهم گیلان توسط سی حاکم و شماری وزیر اداره شد: پنج حاکم حدود ده سال حکومت کردند، شش حاکم حد. د پنج سال حکومت کردند، و باقی بیست حاکم یک یا دو سال حکومت کردند. نقش اصلی حکام و وزرایشان، جدا از اجرای قانون، جمع‌آوری مالیات تعیین شده از رعایا با کمک خانها و کلانترها و انتقال آن به خزانه سلطنتی بود. فروش حکومت ایالات، که در دوره ناصر الدین شاه رواج یافت این مسئولیت را بیشتر کرد. بیشتر جکام می‌خواستند تا جای ممکن مالیات بیشتری به دست آورند. با در نظر گرفتن این که بیشتر حکام برای یک یا دو سال در صدر بودند و باید از تجار قرض می‌کردند تا حکومت شان را بخرند، مجبور بودند مالیا اضافی وضع کنند تا قرض شان را بدهند. مالیات‌های سنگین باعث بروز یک سری قیامها در گیلان شد.
در میان حکام سرشناس گیلان در این دوره، میرزا موسی خان منجم آبادی بود که بین ۱۸۰۴ تا ۱۸۱۵ بر گیلان حکم راند. او در مه ۱۸۰۵ موفق شد جلوی پیشروی دسته‌ای از قشون روسی به سمت رشت را بگیرد. پس از او خسرو خان گرجی حکومت کرد، یک سیاستمدار سرشناس قاجار و یک چهره محبوب و قدرتمند که بازار رشت و راه‌های ایالتی را بهبود داد و از دهقانان و صنعتگران حمایت کرد؛ ولی افراد سرشناس و زمینداران که منافع شان با شیوه حکومت‌داری او به خطر افتاده بود شورشی علیه او ترتیب دادند که موجب برکناری او در ژونیه ۱۸۱۹ شد. در این زمان فتحعلی شاه محمدرضا میرزا را به عنوان حاکم و آقا بزرگ منجم‌باشی را به عنوان وزیر منصوب کرد. او در ۱۸۳۰ با حاکم دیگری به نام یحیی میرزا به وزارت منوچهر خان معتمدالدوله جایگزین شد. ابتدای حکمرانی آن‌ها مصادف با یک طاعون شدید شد که نصف جمعیت رشت که در آن زمان ۴۰ هزار بود را قربانی کرد.
مالیات‌های زیاد خیزش‌های مردمی دیگری را هم موجب شد؛ مثلاً در ۱۸۵۱، ۱۸۶۹ ۱۸۶۱ و ۱۸۷۴ که توسط قوای دولتی سرکوب شد. در ۱۸۵۱ شورشی‌ها خانه حاکم، عیسی‌خان والی عموی شاه، را به یغما بردند. در ۱۸۵۳ او با برادرش امیر اصلان خان عمیدالملک جایگزین شد که تا ۱۸۵۷ حکومت کرد. در ژوئیه ۱۸۶۱ شورش شدید در رشت شکل گرفت که بیش از ۴۰۰ کشته برجای گذاشت. شورش از جنگ سالیانه حیدری نعمتی در جریان عزاداری شهادت امام حسین آغاز شد. خانه‌های بسیاری آتش گرفت و زنانی مورد تعدی قرار گرفتند. در اوت، محمودخان قراگوزلو ناصرالملک به حکومت منصوب شد. در فوریه ۱۸۷۰ ناصرالدین شاه از گیلان بازدید کرد و سعی کرد با کاهش مالیات اوضاع را بهبود دهد، او همچنین امور گیلان را به وزیر امور خارجه، میرزا سعید خان محول کرد که دستیارانش را به عنوان قائم مقام حاکم به ایالت فرستاد. آن‌ها فقط دو سال خدمت کردند. در ۱۸۷۲، شورش شدید دیگری در طالش دولاب شکل گرفت و یکی دیگر در انزلی در ۱۸۷۲. در ۱۸۷۵، ناصر الدین شاه سر راه اروپا به گیلان وارد شد و امور گیلان را به یحیی خان معتمد الملک واگذار کرد. در ۱۸۷۹ کامران میرزا پسر محبوب ناصر الدین شاه که امور گیلان به او محول شده بود، عبدالله‌خان والی را به حکومت گیلان منصوب کرد. اعمال مالیات شدید منجر به شورش‌های جدید شد و برادرش فضل‌الله خان حاکم لاهیجان توسط توده انبوه مردم خشمگین کشته شد.
در باقی‌مانده این قرن گیلان توسط حدود ده نفر اداره شد که جز فتحعلی میرزا مؤیدالسلطنه بیش از یک یا دو سال باقی نماندند. در ۱۸۹۲ وبا ۱۲۰۰۰ کشته برجای گذاشت، احداث راه قزوین رشت توسط روس‌ها در ۱۸۹۵ شروع شد و شورش دهقانان علیه یک مقاطعه کار راه که جلوی استفاده مردم از راه بدون پرداخت عوارض را می‌گرفت اتفاق افتاد.

### نفوذ روسیه در گیلان
نفوذ روسیه در گیلان که از ابتدای این قرن با اشغال آن و ایجاد رابطه مستقیم با حکمرانان محلی آغاز شده بود پس از جنگ‌های ایران و روس تشدید شد و پس از رسوخ اقتصادی با افزایش شدید تجارت خارجی از دریای خزر توسعه بیشتری یافت. توسعه شدید تجارت خارجی محرک اصلی تغییر اجتماعی، اقتصادی و سیاسی در ایالات مهم ایران بود. تجارت بخش‌های مختلفی از ایران من‌جمله استان‌های خزری، که طی دوره بحرانی قرن هیجدهم شدیداً کم شده بود در نیمه اول قرن نوزدهم بهبود یافت. صادرات و واردات از ۱٫۷ میلیون در ۱۸۰۰ به ۲۰ میلیون پاوند در ۱۹۱۴ رسید. تغییر عمده در جهت افزایش تجارت از کشورهای همجوار به مقصدهای روسیه-انگلستان بود. تجارت با روسیه از یک دهم در ۱۸۰۰ به بیش از دو سوم در ۱۹۱۴ رسید. این حضور فزاینده روسیه در تجارت، کشاورزی و صنعت به‌طور خاص در گیلان مهم بود. توسعه سریع حمل و نقل دریایی در خزر، فعالیت‌های روسیه در ولایت را افزایش داد و منجر به افزایش در تولید و صادرات ابریشم، ماهی و برنج و کالاهای دیگر چون زیتون، کنف و چوب شد. روسیه مسیر تجارت ابریشم را از مازندران به گیلان منتقل کرد که هم تولیدکننده ابریشم و هم دارای بندر انزلی بود و هم به بخش‌های غربی کشور که تراکم جمعیت و میزان تولید نسبت به دیگر بخش‌های فلات بیشتر بود، نزدیکتر بود. از سوی دیگر گیلان از منظر استراتژیک در مجاورت آذربایجان و مناطق تازه تسخیر شده روسیه و تنها مسیر ممکن برای حرکت به سوی جنوب از قفقاز بود. روسیه خواستار بازگشایی کنسولگریش در رشت شد که با مخالفت فتحعلیشاه مواجه شد ولی بعدتر محمد شاه با آن موافقت کرد. در نتیجه از دهه ۱۸۳۰ رشت به مرکز فعالیت‌های تجاری و سیاسی روسیه در کناره جنوبی دریای خزر تبدیل شد. روسهای بسیاری در گیلان حضور داشته و دارای اموال و صیادی بودند.

### توسعه حمل و نقل و ماهیگیری در خزر
حمل و نقل دریایی روسیه که در قرن ۱۸ آغاز شد در نیمه دوم قرن نوزدهم و اوایل قرن بیستم که کشتی‌های بخار در بنادر گیلان و مازندران ظاهر شدند شدیداً رشد کرد. ماشین‌های بخار روسیه از ۱۰ تا در ۱۸۶۷ به ۱۳۹ تا در ۱۸۹۳ و ۲۶۵ تا با تناژ ۱۱۸۰۰۰ در ۱۹۰۷ رسید. ترافیک ورودی بنادر ایران در خزر در ۱۹۰۷–۸ شامل ۲۱۷۱ ماشین بخار با تناژ ۸۰۰۰۰۰ و ۵۸۴ کشتی با تناژ ۱۵۰۰۰ تن بود. تأثیر اولیه افزایش کشتیرانی روسیه مرگ کشتیرانی ایران در خزر بود. توسعه تجارت در مسیر تهران انزلی و توسعه خط آهن روسیه تا باکو در ۱۸۸۴ و آستاراخان در ۱۹۰۹ در توسعه حمل و نقل دریایی خزر سودمند بودند. توسعه امکانات بندری در بازه ۱۹۰۵ تا ۱۹۱۳ زمانی که روسیه ۱٫۳ میلیون روبل در پروژه‌هایی در انزلی سرمایه‌گذاری کرد هم مهم بود. در نتیجه این توسعه گمرک انزلی در ۱۹۱۰ عهده‌دار دو پنجم تجارت خارجی کشور بود. ماهیگیری که قرن‌ها در گیلان رواج داشت در نیمه دوم قرن نوزدهم رشد شدیدی کرد. خاویار جهانی و با کیفیت ایران از استروژن صید شده در رودهای سرازیر به جنوب خزر به دست می‌آیند؛ ولی با در نظر گرفتن این که جز ماهی سفید و آزاد بقیه آلوده و از لحاظ مذهبی مورد تردید بودند، مسلمانان در لمس و خوردن ماهی محتاط بودند. نتیجتاً این صنعت عمدتاً توسط روس‌ها و ارامنه توسعه یافت. در ۱۹۶۸ لیانوزوف ارمنی با تابعیت روسی اولین امتیاز ایجاد صیادی را گرفت که بعداً به کل خزر توسعه یافت. به گفته ابوت کنسول بریتانیا در ۱۸۷۵ تولید این صیادی‌ها ۲۰۰ هزار تومان در سال بود. طی فصل ماهی‌گیری لیانوزوف ۱۰۰ مرد عمدتاً از روس‌های باکو و لنکران را استخدام می‌کرد. ابوت می‌گوید که پایگاه آن‌ها در انزلی با کشتی‌سازی‌ها و آهنگری‌ها و چکمه و دستکش سازی‌هایش، کلبه‌هایش برای خفتن مردان و خانه‌های راحت چوبیش برای مدیران که اجزایش در آستاران ساخته شده بود و آورده شده بود خیلی به یک سکونتگاه روسی شبیه بود.

### تولید و توسعه ابریشم
گیلان از قرون وسطی به خاطر تولید ابریشمش شناخته شده‌بود. بنا بر سفرنامه مارکوپولو در قرن سیزدهم، ابریشم تجار جنوایی را از کریمه از آن سوی خزر به گیلان می‌کشاند. تولید ابریشم در عهد صفوی بنا بر گفته ژان شاردن ۱٫۷ میلیون پاوند و بنا بر گفته آدام اولئاریوس ۲٫۱ میلیون پاوند بود. اوضاع بحرانی قرن هجدهم منجر به کاهش شدید آن به ۳۶۰ هزار پاوند شد. در تیمه اول قرن نوزدهم رشد شدیدی کرد تا جایی که در ۱۸۴۰، تولید گیلان که پنج ششم کل تولید بود به یک میلیون پاوند و در ۱۸۶۴ به اوج ۲ میلیون و ۱۹۰ هزار پاوند رسید. با استفاده از پیله‌های کرم ابریشم از ژاپن در پایان قرن، تولید به اوج قبلی خود رسید ولی با رقابت با ژاپنی‌ها و دیگران قیمت پایین ماند و ارزش صادرات به بیش از ۴۰۰ هزار نرسید.
گیلان در ایران برای تولید و صادرات برنجش شناخته می‌شد. تولید برنج در گیلان از ۱۵۰ میلیون پاوند در ۱۸۶۵ به ۳۹۲ میلیون در ۱۸۷۲ رسید. عمده تولید در ایران مصرف می‌شد و بخش ناچیزی صادر می‌شد. پس از اختصاص زمین‌های برنج آسیای مرکزی به پنبه در آخرین دهه این قرن این مناطق به غلات خارجی وابسته شدند. تکمیل راه‌آهن بین دو سوی خزر به ایران امکان داد نیاز فزاینده آسیای مرکزی را تأمین کند. نتیجتاً صادرات سالیانه برنج به روسیه از گیلان از ۲۵۰۰۰ پاوند در ۱۸۷۰ به ۳۱۴۰۰۰ در آخرین دهه قرن رسید.
تولید و صادرات زیتون، کنف، و چوب هم در آخرین دهه قرن نوزدهم توسعه یافت. در ۱۸۹۰، تولید زیتون تحت کنترل یک شرکت یونانی به نام کوسیس و تئوفیلاکتوس که تحت حمایت روسیه بود درآمد. در ۱۹۰۲ شرکت یوژنو روسکو تولید کنف در گیلان را بر عهده گرفت و محصولاتش را به روسیه صادر کرد.

### اثر ارتباطات با غرب
افزایش تجارت و توسعه محصولات نقدی در قرن نوزدهم رفاه در ایالت گیلان را افزایش داد. گیلان یکی از ثروتمندترین ایالات ایران بود و درآمدش گرچه تغییر می‌کرد، قابل توجه بود و اغلب در زمره چهار ایالت اول بود. علاوه بر این در ۱۸۹۷ که تشکیلات جدید گمرکی توسط بلژیکی‌ها تأسیس شد، درآمد گیلان از گمرک از ۱۸۹۷ شدیداً افزایش یافت. در ۱۹۱۲ درآمد گمرک ۹٫۶ میلیون قران علاوه بر دو پنجم درآمد کشور از گمرکات بود. علاوه بر این دهقانان گیلانی از همتایان شان در بیشتر ایالات ایران بهتر بودند. این باید در خاطر بماند که حضور شدید تجار و کارگران خارجی (روس، یونانی، ارمنی) در گیلان و آگاهی بیشتر از پیشرفت‌های اجتماعی در غرب عوامل مؤثر در ایجاد جنبش‌های پیشروی اعتراضی کارگری مختلف و حضور فعال ایالت در جنبش‌های انقلابی در ۱۹۰۶ تا ۱۹۲۱ بود.

## قرن بیستم میلادی

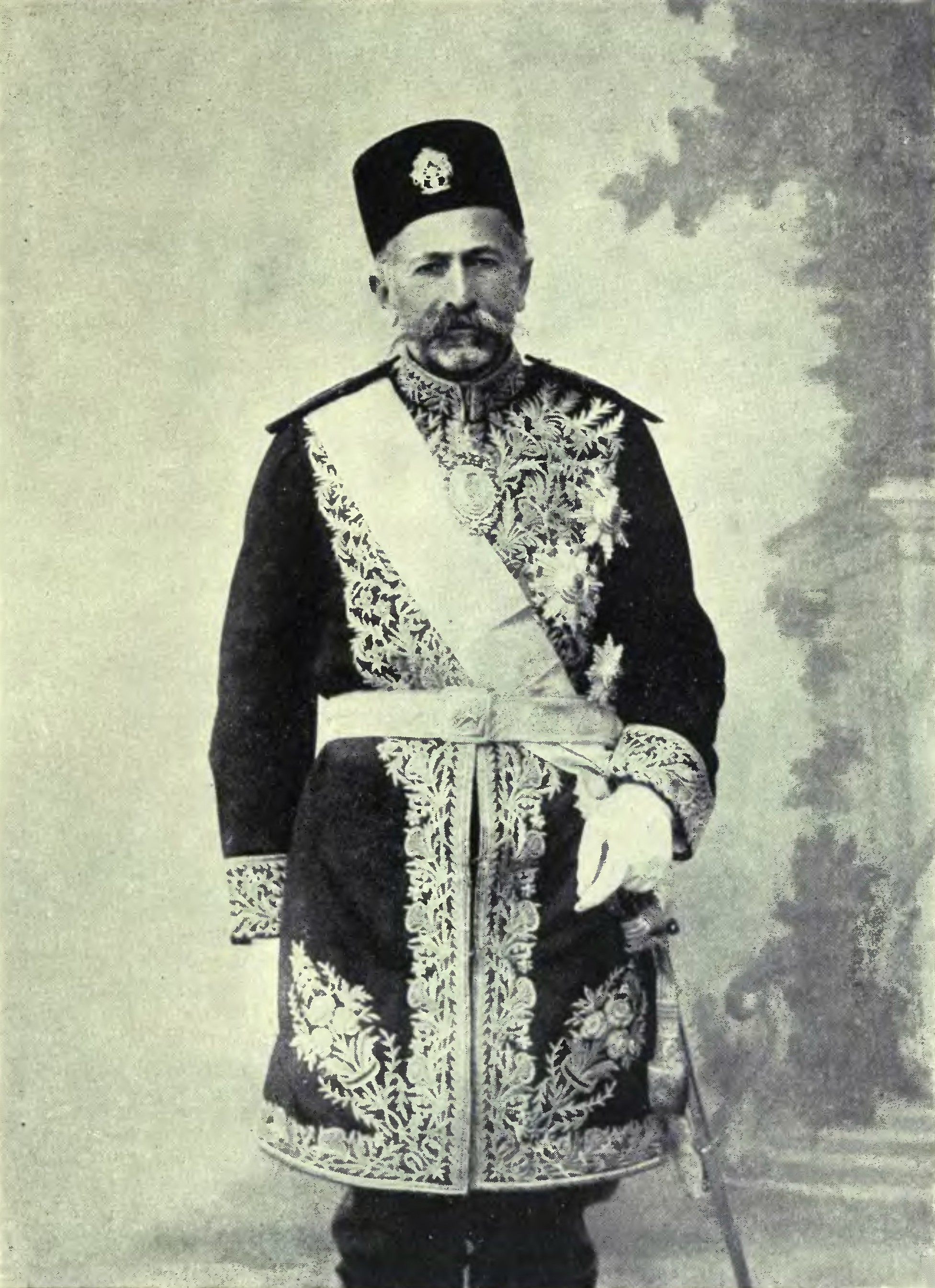
سپهدار اعظم محمدولی تنکابنی

گیلان در ابتدای قرن بیستم نیم میلیون نفر جمعیت داشت که بیشترشان گیلک بودند و اقلیتهایی چون ارامنه، کولی‌ها، یهودیان و چند هزار مهاجر از روسیه در آن زندگی می‌کردند.
در ۱۹۰۷ بریتانیای کبیر و روسیه ایران را به سه منطقه تقسیم کردند؛ شمالی‌ترین آن‌ها که ولایت گیلان را شامل می‌شد منطقه روسی بود. این رخدادها منجر به رشد جنبش‌های ناسیونالیستی شد. در ژوئیه ۱۹۰۹ پس از تعطیلی مجلس در دوره محمد علی شاه و به توپ بسته شدن مجلس شورای ملی، مجاهدان مشروطه خواه گیلانی به سوی پایتخت روان شدند و با فتح تهران به همراه عشایر بختیاری، نظام مشروطه را باز در ایران مستقر کردند و سپهدار اعظم تنکابنی، فرمانده مشروطه خواهان گیلانی نیز صدر اعظم ایران شد. پس از سرکوب مشروطه خواهان در ۱۹۱۱، سیاست روسیه نشان می‌دهد که این کشور تمایل داشت کنترل بلند مدت خود بر استان‌های شمالی ایران را تضمین کند. روس‌ها زمین‌های زیادی را از ایرانیان خریدند و قرار بود سیاست اسکان دهقانان روس در قفقاز به ایران گسترش یابد. صادرات روسیه دو برابر شد و کنسول روسیه برای دولتش مالیات جمع‌آوری می‌کرد. نقطه اتکای قدرت روسیه ارتشش بود و در مجموع سیاست روسیه در گیلان را می‌توان شامل دیپلماسی اندک و قوای قهریه‌ای دانست که روسیه از طریق آن کنترل تقریباً همه امورات گیلان را در دوره بحران از ۱۹۱۱ تا ۱۹۱۴ در دست داشت. با آغاز جنگ بین‌الملل اوّل (۱۹۱۴) و ورود نیروهای خارجی به خاک ایران و گسترش فساد در دولت و دخالت نیروهای بیگانه اوضاع سیاسی کشور آشفته بود و زمینداران بزرگ گیلان هم با پشتیبانی کنسول روسیه، بر غارت اهالی شهرها و دهقانان افزوده بودند. گروهی از سیاستمداران، برای سامان بخشیدن به اوضاع کشور سازمانی به نام اتحاد اسلام را تأسیس کردند. میرزا کوچک خان در تهران با این گروه در تماس بود. او از فرماندهان جوان نیروی انقلابی بود که تهران را فتح کرد و دو سال بعد از آن مجبور شده بود به تبعید برود. دولت گیلان در ۱۹۱۴ که قوای روس به مقصد قفقاز عزیمت کردند کاملاً فروپاشید. آشوب ایجاد شد و حکام قاجاری از به پا داشتن قانون و اجرای فرمان بدون محافظت ارتش روسیه سرباز زدند. نافرمانی، اعتراض به اربابان و مأمورین دولت روسیه و اعتصاب‌های صنعتی شکل می‌گرفت. در آغاز ۱۹۱۵ گیلان صحنه ناآرامی گسترده بود. دهقانان و پیشه وران شهرنشین علیه چند صد سرباز روس باقی‌مانده آتش می‌گشودند، در حالی که سربازان بیشتری به جبهه قفقاز فراخوانده می‌شدند. میرزا برای ایجاد یک پایگاه نظامی و مبارزه چریکی مخفیانه به گیلان رفت و نخستین پایگاه جنگ‌های چریکی دهقانی را به همراه هفت نفر دیگر از جمله دکتر حشمت در تولم ایجاد کرد. به تدریج دهقانان و زحمتکشان شهری و بخش از روشنفکران جذب او در اواخر زمستان ۱۹۱۵ به گیلان برگشت و فعالیت‌های جنگلیها شروع شد. اولین گروه آنان به جنگل‌های گیلان رفت و اعلام کرد که فصد دارد گیلان را از وجود ارتش روسیه آزاد کند. جنگلیها به سرعت با محاکمه و اعدام مجرمین خود را از دیگر گروه‌ها متمایز کردند. آن‌ها با دزدیدن یا جریمه کردن افراد متمول مخارج خود را تأمین می‌کردند. در معامله با دهقانان محتاط بودند که همه هزینه‌ها را بپردازند و منصف باشند. جنگلیها اولین عملیات شناخته شده خود را در اکتبر ۱۹۱۵ انجام دادند و درگیر مبارزه با زمینداران بزرگ شدند. در این زمان، که تهران در آستانه افتادن به دست آلمان بود، رشت مرکز اصلی ارتش روسیه شده بود و هزاران سرباز مستمراً از این شهر در راهشان از باکو به قزوین که عملیات علیه مهاجرین باید به سوی آن هدایت می‌شد گذر می‌کردند. هنگامیکه روس‌ها به رشت بازگشتند و مستقر شدند، نیرویی از ۵۵۰ سرباز روس و ۵۰ مرد از بریگاد قزاق برای سرکوب جنگلیها اعزام شدند. مأموریت شدیداً شکست خورد و جنگلیها پیروز شدند.

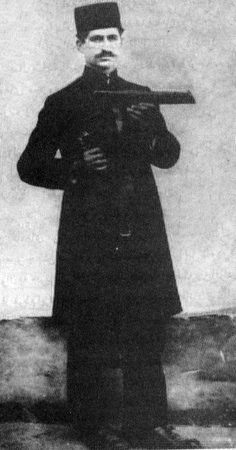
میرزا کوچک خان جنگلی

روسها که اکنون دیگر نیروهای بیشتری داشتند قانون حکومت نظامی اعلام کردند و سعی کردند رشت را از عناصر ضد روسی پاکسازی کنند، حدوداً ۱۶۰ خانه کاملاً سوختند. در همان زمان نیروهای روس زیادی از رشت، انزلی، منجیل، و زنجان به مأموریت علیه جنگلیها اعزام شدند که در ژانویه ۱۹۱۶ شدیداً شکست خوردند ولی نیروهای باراتوف تصمیم گرفتند آن‌ها را کاملاً نابود نکنند. بنا بر گفته کوچک خان اگر قوای روس چند روز دیگر در منطقه باقی‌مانده بودند جنگلیها مجبور بودند تسلیم شوند چرا که بسیاری یخ زده بوده و مرده بودند و دیگران با خوردن علف و ریشه‌ها زنده بودند. به هر حال، آنان پس از چند هفته باز جمع شدند و سیاست دفاعی را در پیش گرفتند. پیش از آن نیرویشان متشکل از پیشه وران خرده بورژوای شهری، صیادان انزلی، کارگران کشاورزی متحرک فصلی، خرده زمیندارانی که مستمراً تحت فشار زمینداران بزرگتر و تأثیرگذارتر بودند، اسرای جنگی ترک فراری، تعداد زیادی از مهاجرین ایرانی از قفقاز ولی مهم‌تر از همه توده دهقانان فقیر و متوسط بود. حضور همیشگی آشوبگران بلشویک قفقازی در گیلان را هم باید بدان افزود. در دسامبر ۱۹۱۶ آخرین حمله در آن دوره شدیداً شکست خورد و نیروهای ضد جنگلی در گیلان مضمحل شدند. چند صد سرباز قزاق در پادگانشان ماندند و شایعه حمله قریب‌الوقوع جنگلیها به رشت وحشت آفرید. از ژانویه ۱۹۱۷، آنان شروع به خلع سلاح زمینداران و گماشتن نمایندگان خود بر مصادر دولتی در حوزه نفوذ خود کردند. به زودی، وقوع انقلاب اکتبر در روسیه به جنگلیها امید بیشتری داد و تغییراتی در گیلان به وقوع پیوست. اولاً جنگلیها قدمهایی برای انحصار قدرت سیاسی برداشتند. برخی سازمان‌های سیاسی از جمله گروه‌های تروریستی سرکوب شدند و برخی دیگر جذب نهضت شدند. در این زمان بود که جنگلیها رسماً ضد پادشاهی شدند و رسماً تقاضای تقسیم زمین‌ها بین دهقانان مطرح شد. نهایتاً اتحادی قوی با بلشویک‌ها در گیلان برقرار کردند. آن‌ها همه دستگاه‌های دولتی را در دست گرفتند و بر آزار زمینداران شدت بخشیدند. آنان تا اوایل ۱۹۱۸ گیلان و بخش‌هایی از استان‌های مجاور را در کنترل داشتند. آنان پایگاه‌های مهم اداری، سیاسی، و اقتصادی ایجاد کردند و کابینه‌ای متشکل از وزارتهای عدلیه، داخله، بازرسی، مالیه و جنگ بر پا شد. از صادرات تجار ایرانی در بندرهای دریای خزر مالیات گرفتند. دولت انقلابی کارخانجات نساجی ایجاد کرد و برای جنگندگان لباس و دیگر ملزومات اولیه را فراهم کرد. جنگلیها برای جوامع روستایی راه و مدرسه ساختند. در گوراب زرمیخ، کسما و فومن کلینیکهای درمانی ایجاد کرده و برای تبلیغ عقاید جنگلیان و استخدام داوطلبان فرستادگانی به شهرهای مجاور گسیل داشتند.
روسها در نتیجه ضعف ناشی از انقلاب با جنگلیها روابط دوستانه برقرار کردند و قول دادند قوایشان را از گیلان خارج کنند. بازگشت قوای عثمانی در ماه مه به ایران و تسخیر تبریز هم به پیشرفت آنان کمک کرد. جنگلی‌ها در زمانی فوق‌العاده کوتاه خود را در گیلان تثبیت کردند. تا پایان این سال همه مسؤولین از منصوبین جنگلی‌ها بودند و پس از انقلاب اکتبر همه مسئولین منصوب حکومت تهران از گیلان خارج شده بودند. آنان دست به اصلاحات اجتماعی مهمی زدند. دهقانان را از پرداخت مالیات معاف کردند. آبرسانی را در دست گرفتند. این اقدامات منجر به ارتقای کشاورزی شد و در شرایطی که همه ایران درگیر قحطی بود تولید کشاورزی گیلان به بالاترین حد خود رسید. آن‌ها به تهران قحطی زده و باکو برنج می‌فرستادند. تا پایان این سال، آنان از ۱ میلیون تومان عایدی خود به کارمندانشان ۲۱۰۰۰ تومان حقوق ماهیانه می‌دادند. مشکلات داخلی در سال ۱۹۱۷ جنبش جنگل را تضعیف کرد. جنبش به عنوان جبهه‌ای ضد امپریالیستی با داشتن عناصری متعدد نتوانست خواسته‌های عناصر رادیکال خود را برآورده سازد. در حالی که جناح راست نهضت به رهبری حاج احمد کسمایی بازرگان ناراضی از صمیم قلب مخالف دولت مرکزی نبود، جناح چپ چنین بود و از توافق سرباز می‌زد. کوچک خان نیروی اصلی جنگلی را در جنگل مستقر کرده بود و از تثبیت خود در رشت سرباز می‌زد. او که در آغاز دغدغه‌اش حضور نیروهای روس بود که حاضر به عقب‌نشینی نبودند حتی پس از برقراری رابطه خوب با آن‌ها و با وجود تلاش‌های آنان برای متقاعد کردن او برای پذیرفتن حکومت گیلان از خارج شدن از جنگل سر باز می‌زد. در این سال جنگلیها از جنگل بیرون آمدند و انجمن اتحاد اسلام که جناح راست بر آن غلبه داشت را به عنوان بازوی سیاسی خود معرفی کردند. روزنامه جنگل بازتاب دهنده نظرات انجمن بود. نویسندگان آن از نظر ذهنی درگیر وضعیت جنگ و اشغال ایران توسط قوای سه‌گانه بودند ولی ترک دوستی اندکی در نوشته‌هایشان دیده می‌شد. آن‌ها از روسیه بابت اشغالگری و از سیاستمداران فاسد بابت مقاومت دربرابر رفرم انتقاد می‌کردند که این سیاست همه ایرانیان انقلابی آن زمان بود. هیچ روحانی اسلامی هیچ‌گاه نقشی در رهبری نهضت نداشت. هیچ نشانه‌ای مبنی بر قصد هیچ بخشی از جنگلیها بر ایجاد تئوکراسی در گیلان یا ایران وجود ندارد. روحانیان از هیچ امتیازی در جامعه گیلان یا در نهضت برخوردار نبودند. برخی از آنان حتی توسط جنگلی‌ها محاکمه و زندانی شدند.

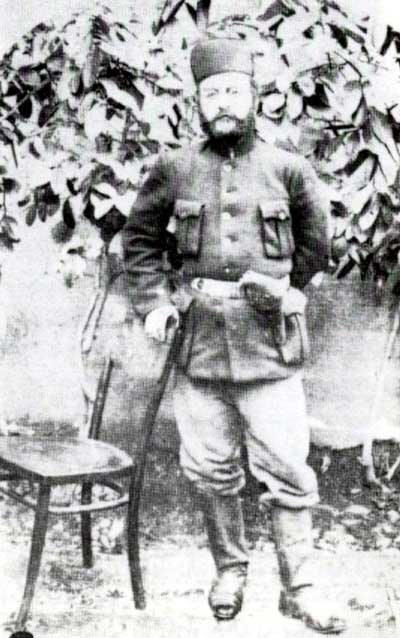
احسان الله خان دوستدار

نیروهای رادیکال با پوپولیسم انجمن همراهی می‌کردند. اشغال ایران و تمایلات ضد امپریالیستی انقلابیون آن‌ها را متحد نگاه می‌داشت. در این سال یک کمیته اجرایی روسی در رشت تشکیل شد و هیئتی از آن در فومن با میرزا کوچک ملاقات کرد و او را ستود و گفت که لایق فرمانداری کل گیلان است. آن‌ها موافقت کردند خروج روس‌ها به منظور پیشگیری از اشغال گیلان توسط بریتانیا و تثبیت نهضت به تأخیر بیفتد. در آغاز ۱۹۱۸، آنان ارتشی انقلابی شامل ۳ تا ۸ هزار نفر داشتند. کوچک خان که کمال گرا بود در حرکت به سوی تهران شک داشت و با وجود فشار جناح چپ و مأموران ترک در تهران قدمی برنداشت. اصرار ترک‌ها به او برای در دست گرفتن قدرت و این که آنان در عمل با تلاش برای ضمیمه کردن آذربایجان ایران و محاصره باکوی بلشویک جلوی او را می‌گرفتند طعنه‌آمیز است. آن‌ها از حزب دمکرات تبریز هم حمایت می‌کردند. محاصره باکو مانع اتحاد مؤثر بین جنگلیها و بلشویک‌های باکو شد. انگلیسی‌ها چندان علاقه‌ای در ابتدا به گیلان نداشتند ولی سپس پس از تخلیه آن نظرشان به عنوان پایگاهی به سوی ماوراءالنهر جلب شد. آن‌ها قصد داشتند از گیلان بگذرند به دفاع از باکو در برابر عثمانی بپردازند. جنگلیها به انگلیسی‌ها ۱۵ روز مهلت دادند که بگذرند. بلشویکها هنوز ضعیف بودند و توانایی کمک به جنگلیها در برابر انگلیسی‌ها را نداشتند. در این زمان انگلیسی‌ها بیشتر خاک ایران را در کنترل داشتند و کابینه انگلوفیل وثوق الدوله در ۷ اوت ۱۹۱۸ بر سر کار آمد. اعضای اتحاد اسلام در نهضت مجبور شدند پیشنهادهای ترک‌ها را رد کنند و با انگلیسی‌ها توافق کنند. در این دوره انجمن اتحاد اسلام در گیلان منحل شد و جنگلیها با پان اسلامیسم خداحافظی کردند. این دوره انتقال ایدئولوژیک بود. راست که خواستار گردن نهادن به انگلیسی‌ها بود دیگر نمی‌خواست با نهضت همراهی کند. چپ که از حضور عثمانی در آذربایجان نومید بود جنگ با تازه واردان را متوقف کرد. اختلافات منجر به انتخابات جدیدی برای رهبری نهضت شد که راست به رهبری حاج احمد کسمایی آن را باخت و با دولت تهران ساخت. کسمایی با تهران پنهانی توافق کرد تا تسلیم شود و ۲۰۰۰ مبارز و سلاح‌هایشان را تحویل دهد. کوچک خان پس از بازگشت از سفر تالش با خشم توافق را رد کرد. او پیشنهاد انگلیسی‌ها برای حکومت را رد کرد. آنان پس از شکست مذاکرات زمینداران قدرتمند گیلان را علیه جنگلیها تهییج کردند. عملیات علیه انقلابیون در ۲۹ مارس ۱۹۱۹ شروع شد و گروهی از قوای انگلیسی وارد رشت شدند. زمینداران و ملاها با تمام قوا از حمایت از بریتانیایی‌ها درآمدند. ملاهای رشت شروع به موعظه علیه جنگلیها در مساجد کردند. زمینداران سریعاً خود را سازمان دادند. سپهسالار نیروی بزرگی را در تنکابن سازمان داد و اربابان تالش به رهبری ضرغام السلطنه مسئولین جنگلی را بیرون رانده نیروهای انقلابی را مورد حمله قرار دادند.
در این زمان شکاف در نهضت عمیق شد. در اوایل فوریه ۱۹۱۹ پس از تلاش‌های حاج احمد برای تسلیم شدن، جناح چپ کمیته‌ای به نام کمیته بلشویک را ایجاد کرد. اعضای شناخته‌شده‌تر کمیته شامل دکتر حشمت، اسکندر خان، میرزا اسماعیل جنگلی، میرزا محمد و احسان الله خان دوستدار بود. کوچک خان عضو کمیته نشد و در عوض پیشنهاد ایجاد کمیته سوسیالیست تحت تأثیر ضد تشکیلی، جناح چپ حزب دمکرات را داد. او که وفاداری خود را به اعضای ضد تشکیلی ابراز کرده بود، نشان داد که یک بار و برای همیشه با اسلامش خداحافظی کرده‌است. او از گذشته مذهبیش عذر خواست ولی به خاطر اتحاد اسلام عذرخواهی نکرد. او به عنوان رهبری مردمی مجموعه کاملی از عناصر سیاسی و طبقات ناراضی را پشت خود بسیج کرده بود. جنبه‌ای پوپولیسم او مدارای محتاطانه با تعصبات مذهبی و شبه ناسیونالیستی توده مردم تا پایان جمهوری شورایی بود که او در ژوئن ۱۹۲۰ تأسیس کرد. او موفق شد انقلاب را از آنتی امپریالیسم به جمهوریخواهی سوسیالیستی تغییر مسیر دهد. با وجود تغییر ترکیب سازمان سیاسی جنگلی جبهه ضد امپریالیستی مستحکم نشد. کوچک خان به ایده احیای انجمن‌های ولایتی زمان مشروطه رسید. او برگزاری انتخابات را تأیید کرد گرچه محبوبیتش در کمترین مقدار خود در همه زمان‌ها بود. تهران سریعاً به حاکم دستور جلوگیری داد. بریتانیایی‌ها به آنان در این زمان اولتیماتوم دادند که موفق از آب درآمد و آن‌ها که تسلیم نشدند هم توان جنگیدن نداشتند. چپها و راستها به نزاع با هم پرداختند و ارتش پارتیزانی به حاشیه رفت.
توده مردم پس از چند سال دوباره طعم سرکوب اربابان و بریگاد قزاق قاجاری را چشیدند. نتیجتاً دهقانان و پارتیزانها دوباره به بازمانده رهبران پیوستند و جنگلیها دوباره متحد شدند. در اوت ۱۹۱۹ نارضایتی ملی از توافق ایران و انگلستان پدید آمد و نیروی عمده‌ای به نهضت داد. بلشویکها از جنگلیها حمایت کرده بین گیلان، تفلیس و باکو ارتباط برقرار کردند و از ماوراءالنهر و قفقاز وارد گیلان شدند. پس از آن زمان گزارش‌های انگلیسی مکرراً سخن از رستاخیز نهضت جنگل در پیمان با بلشویکها سخن می‌گویند. ورود رادیکال‌های شمالی نتیجه‌ای اجتناب ناپذیر بود. بریتانیا و تهران تصمیم گرفتند میرزا کوچک خان را علیه بلشویکها علم کنند. ارتش یازدهم سرخ در ۱۸ مه از طریق باکو وارد گیلان شد و جنگلیها از بلشویکها استقبال کردند. کمیته سوسیالیست جنگلیها خود را در پی ورود بلشویکها در حزب سوسیالیست ادغام کرد و برنامه‌ای اختیار کرد که خواهان انترناسیونالیسم و جدایی دین از سیاست بود. خواسته‌های سیاسی رهبران رادیکال نهضت جنگل نهایتاً با اعلان جمهوری شورایی ایران در گیلان در ۵ ژوئن ۱۹۲۰ به اوج خود رسید. اتحاد بین میرزا و حزب کمونیست ایران به دلیل اختلاف‌های جدی در برنامه اقتصادی و اجتماعی متشنج شد. او و هوادارانش در ۱۹ ژوئیه آن سال از دولت خارج شده، رشت را ترک کردند و دولتی هوادار کمونیستها اداره شهر را به دست گرفت. دولت جدید خواهان «الغای مناسبات فئودالی» شد و مالیات سنگینی بر ثروتمندان اعمال کرد. اموال زمینداران ثروتمند و تجار را مصادره کرد و طرح‌های رادیکالی برای تغییر اجتماعی نظیر حقوق گسترده‌تر برای زنان را تصویب کرد. در اوایل تیر ۱۲۹۹ کنگره اول حزب کمونیست ایران در انزلی برگزار شد. سپس، تعدادی از زنان رشت جمعیت پیک سعادت نسوان را برای پیگیری حقوق سیاسی و اجتماعی زنان تأسیس کردند. این جمعیت نخستین گروه در ایران بود که هشت مارس را به عنوان روز زن پذیرفت و هر سال مراسم بزرگداشت آن را اجرا می‌کرد حکومت نظامی اعلام شد و زمیندارانی که اموالشان را تحویل نمی‌دادند زنده سوزانده می‌شدند. کمیته انقلابی با مصادره اموال خرد بسیاری از ساکنین رشت دشمنی عمومی را برانگیخت و متهم شد که ضداسلامی ست و باعث شد بسیاری از ساکنین رشت در میانه تابستان ۱۹۲۰ این شهر را ترک کنند. شورویها در پی کنگره خلقهای شرق در سپتامبر ۱۹۲۰ در باکو، سیاست میانه روانه‌ای را در گیلان در پیش گرفتند. با این وجود در مه ۱۹۲۱ دولت ائتلافی دیگری تشکیل شد که این بار مشروطه خواهان قدیمی و حیدرخان عمو اوغلو، رهبر حزب کمونیست ایران را در بر می‌گرفت. اتحاد بین حیدرخان و میرزا کوچک خان شکننده بود و با ترور حیدر خان در اواخر ۱۹۲۱ در گیلان در شرایطی رازآلود به پایان رسید. جنبش با حمله قوای حکومت مرکزی در تهران، به صدارت رضا خان پهلوی، در پاییز ۱۹۲۱ پایان یافت. میرزا کوچک خان که بیشتر یارانش تنهایش گذاشته بودند نومیدانه به کوه‌ها گریخت و یخ زد.

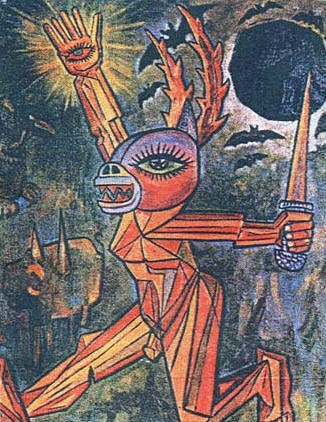
تابلوی سیاهکل در سبک کوبیسم اثر بیژن جزنی.

در ۱۹۷۱، گروهی از فدائیان خلق به رهبری علی اکبر صفایی فراهانی در کوه‌های گیلان که مناسب جنگ‌های چریکی بود مستقر شدند. آن‌ها در فوریه آن سال اولین عملیات چریکی تاریخ ایران را با حمله به یک پاسگاه ژاندارمری در سیاهکل، و کشتن سه مأمور انجام داده و به جنگل بازگشتند. شاه شدیداً پاسخ داد، و برادرش را در راس یک نیروی مجهز به منطقه اعزام کرد، نتیجتاً تعداد زیادی از سربازان و ۳۰ فدایی کشته شدند. ۱۱ فدایی خلق نیز دستگیر، که ۱۰ نفرشان تیرباران و دیگری در اثر شکنجه جان باخت.
وقوع زمین‌لرزه منجیل-رودبار در ۳۱ خردادماه ۱۳۶۹ در استان گیلان موجب خسارات جانی و مالی فراوان گردید. علاوه بر حدود ۳۵٬۰۰۰ نفر که بر اثر این رویداد جان خود را از دست دادند، بیش از ۲۰۰ هزار واحد مسکونی تخریب شد و خسارات عمده‌ای به تأسیسات و اماکن عمومی در استان‌های گیلان و زنجان که متأثر از این زمین‌لرزه بودند، وارد آمد و حدود ۵۰۰٬۰۰۰ تن نیز بی‌خانمان گشتند.

### مقالات
- خلعتبری، الله یار (۱۳۸۲). «جایگاه تاریخی تنکابن در جغرافیای گیلان و مازندران». پژوهشنامه علوم انسانی. تهران: دانشگاه شهید بهشتی (۳۸). بایگانی‌شده از اصلی (PDF) در ۳۱ دسامبر ۲۰۱۲.
- میرمیران، مجتبی (بهار و تابستان ۱۳۸۵). «مروری بر جغرافیای تاریخی گیلان- قرن نوزدهم و اوایل قرن بیستم-». مجلّهٔ جغرافیا و توسعهٔ ناحیه‌ای. دانشگاه فردوسی، دانشکده ادبیات و علوم انسانی (۶).
- عادل، پرویز (زمستان ۱۳۸۶). «سیاست آل کیا در قبال آق قوینلوها (درآمدی بر تشکیل حکومت صفوی)». رشد آموزش تاریخ. تهران: انتشارات مدرسه (۲۹). بایگانی‌شده از اصلی در ۳۱ دسامبر ۲۰۱۲.
- کناررودی، قربانعلی (تابستان ۱۳۹۰). «علل تداوم حکومت سادات آل کیا در گیلان». فصلنامه علمی پژوهشی شیعه‌شناسی. قم: موسسه شیعه‌شناسی (۳۴): ۱۴۷ تا ۱۷۸. بایگانی‌شده از اصلی (PDF) در ۳۱ دسامبر ۲۰۱۲.
- ثواقب، جهانبخش (پاییز و زمستان ۱۳۷۸). «زمینه‌ها و علل شکل‌گیری قیام غریب شاه گیلانی». نشریه زبان و ادبیات دانشکده ادبیات و علوم انسانی. دانشگاه اصفهان (۱۸ و ۱۹): ۷۱ تا ۹۸. بایگانی‌شده از %20(162).pdf اصلی مقدار |پیوند= را بررسی کنید (کمک) (PDF) در ۳۱ دسامبر ۲۰۱۲.
- آفاری، ژانت (تابستان ۱۳۷۲). «سوسیال دموکراسی و انقلاب مشروطیت». ایران نامه (۴۳). بایگانی‌شده از اصلی در ۳۱ دسامبر ۲۰۱۲.

- Afari, Janet (Winter - Spring, 1995). "The Contentious Historiography of the Gilan Republic in Iran: A Critical Exploration". Iranian Studies (به انگلیسی) (Vol. 28, No. 1/2): pp. 3-24. Archived from the original on 31 December 2012. {{cite journal}}: |صفحات= has extra text (help); Check date values in: |تاریخ= (help)

### کتاب‌ها
- سنگسری، چراغعلی اعظمی (۱۳۵۴). گاوبارگان پادوسبانی. شرکت افست. بایگانی‌شده از اصلی (PDF) در ۳۱ دسامبر ۲۰۱۲.
- ساناساریان، الیز (۱۳۸۴)، جنبش حقوق زنان در ایران (طغیان، افول و سرکوب از ۱۲۸۰ تا انقلاب ۱۳۵۷)، ترجمهٔ نوشین احمدی خراسانی، تهران: نشر اختران، ص. ص۷۴، شابک ۹۶۴-۷۵۱۴-۷۸-۶

- Pourshariati، Parvaneh (۲۰۰۸). Decline and fall of the Sasanian empire:the Sasanian-Parthian confederacy and the Arab conquest of Iran. I.B. Tauris.
- Gershevitch، I (۱۹۸۵). The Cambridge History of Iran. ج. ۲. Cambridge University Press. بایگانی‌شده از اصلی در ۳۱ دسامبر ۲۰۱۲.
- Yarshater، E. (۱۹۸۳). The Cambridge History of Iran:Seleucid Parthian. Cambridge University Press,. از پارامتر ناشناخته |پیوند کتاب= صرف‌نظر شد (کمک)
- Avery، P. (۱۹۹۱). The Cambridge History of Iran, Volume 7. Cambridge University Press,. بایگانی‌شده از اصلی در ۳۱ دسامبر ۲۰۱۲.
- Van Donzel، E. J. (۱۹۹۴). Islamic Desk Reference. BRILL,. بایگانی‌شده از اصلی در ۳۱ دسامبر ۲۰۱۲.
- Kazembeyki، Mohammad Ali (۲۰۰۳). Society, Politics and Economics in Māzandarān, Iran, 1848-1914. Psychology Press. ص. ۵۴. بایگانی‌شده از اصلی در ۳۱ دسامبر ۲۰۱۲.

### دانشنامه‌ها
- Netzer, Amnon. "GILĀN". [[دانشنامه جودائیکا|Encyclopaedia Judaica]] (به انگلیسی). Archived from the original on 31 December 2012. {{cite encyclopedia}}: URL–wikilink conflict (help)
- Spuler, B. (1991). "GILAN". Encyclopaedia of Islam (به انگلیسی). Vol. II (Second ed.). Brill Online. {{cite encyclopedia}}: Unknown parameter |ویراستاران= ignored (help)
- Schmitt, Rüdiger (2012). "CASPIANS". [[دانشنامه ایرانیکا|Encyclopædia Iranica]] (به انگلیسی). Archived from the original on 31 December 2012. {{cite encyclopedia}}: URL–wikilink conflict (help)
- Madelung, Wilferd (2012). "GĪLĀN iv. History in the Early Islamic Period". [[دانشنامه ایرانیکا|Encyclopædia Iranica]] (به انگلیسی). Archived from the original on 31 December 2012. {{cite encyclopedia}}: URL–wikilink conflict (help); Unknown parameter |ویراستاران= ignored (help)
- Kasheff, Manouchehr (2012). "GĪLĀN v. History under the Safavids". [[دانشنامه ایرانیکا|Encyclopædia Iranica]] (به انگلیسی). Archived from the original on 31 December 2012. {{cite encyclopedia}}: URL–wikilink conflict (help)
- Rezazadeh Langaroudi, Reza (2012). "GĪLĀN vi. History in the 18th century". [[دانشنامه ایرانیکا|Encyclopædia Iranica]] (به انگلیسی). Archived from the original on 31 December 2012. {{cite encyclopedia}}: URL–wikilink conflict (help)
- Rezazadeh Langaroudi, Reza (2012). "GĪLĀN vii. History in the 19th century". [[دانشنامه ایرانیکا|Encyclopædia Iranica]] (به انگلیسی). Archived from the original on 31 December 2012. {{cite encyclopedia}}: URL–wikilink conflict (help)
- Abdi, Kamyar (2012). "MĀRLIK". [[دانشنامه ایرانیکا|Encyclopædia Iranica]] (به انگلیسی). Archived from the original on 31 December 2012. {{cite encyclopedia}}: URL–wikilink conflict (help)
- Lewis, Bernard (1986). "Lāhīd̲j̲ān". [[دانشنامه اسلام|Encyclopedia of Islam]] (به انگلیسی) (Second ed.). Brill Online. Archived from the original on 31 December 2012. {{cite encyclopedia}}: URL–wikilink conflict (help); Unknown parameter |ویراستاران= ignored (help)
- "Gīlān". [[Encyclopædia Britannica|دانشنامه بریتانیکا]] (به انگلیسی). Archived from the original on 31 December 2012. {{cite encyclopedia}}: URL–wikilink conflict (help)
- Madelung, Wilferd (2012). "GĪLĀN iv. History in the Early Islamic Period". [[دانشنامه ایرانیکا|Encyclopædia Iranica]] (به انگلیسی). Archived from the original on 31 December 2012. {{cite encyclopedia}}: URL–wikilink conflict (help); Unknown parameter |ویراستاران= ignored (help)
- Kasheff, Manouchehr (2012). "GĪLĀN v. History under the Safavids". [[دانشنامه ایرانیکا|Encyclopædia Iranica]] (به انگلیسی). Archived from the original on 31 December 2012. {{cite encyclopedia}}: URL–wikilink conflict (help)
- Rezazadeh Langaroudi, Reza (2012). "GĪLĀN vi. History in the 18th century". [[دانشنامه ایرانیکا|Encyclopædia Iranica]] (به انگلیسی). Archived from the original on 31 December 2012. {{cite encyclopedia}}: URL–wikilink conflict (help)
- Rezazadeh Langaroudi, Reza (2012). "GĪLĀN vii. History in the 19th century". [[دانشنامه ایرانیکا|Encyclopædia Iranica]] (به انگلیسی). Archived from the original on 31 December 2012. {{cite encyclopedia}}: URL–wikilink conflict (help)
- Abdi, Kamyar (2012). "MĀRLIK". [[دانشنامه ایرانیکا|Encyclopædia Iranica]] (به انگلیسی). Archived from the original on 31 December 2012. {{cite encyclopedia}}: URL–wikilink conflict (help)
- Bromberger, Christian (2012). "GILĀN xv. Popular and Literary Perceptions of Identity". [[دانشنامه ایرانیکا|Encyclopædia Iranica]] (به انگلیسی). Archived from the original on 31 December 2012. {{cite encyclopedia}}: URL–wikilink conflict (help)
- Sotoudeh, Manouchehr (2012). "GĪLĀN ix. Monuments century". [[دانشنامه ایرانیکا|Encyclopædia Iranica]] (به انگلیسی). Archived from the original on 31 December 2012. {{cite encyclopedia}}: URL–wikilink conflict (help)
- Dailami, Pezhmann. "JANGALI MOVEMENT". [[دانشنامه ایرانیکا|Encyclopædia Iranica]] (به انگلیسی). Archived from the original on 31 December 2012. {{cite encyclopedia}}: URL–wikilink conflict (help)